# Biserica de lemn din Biharia

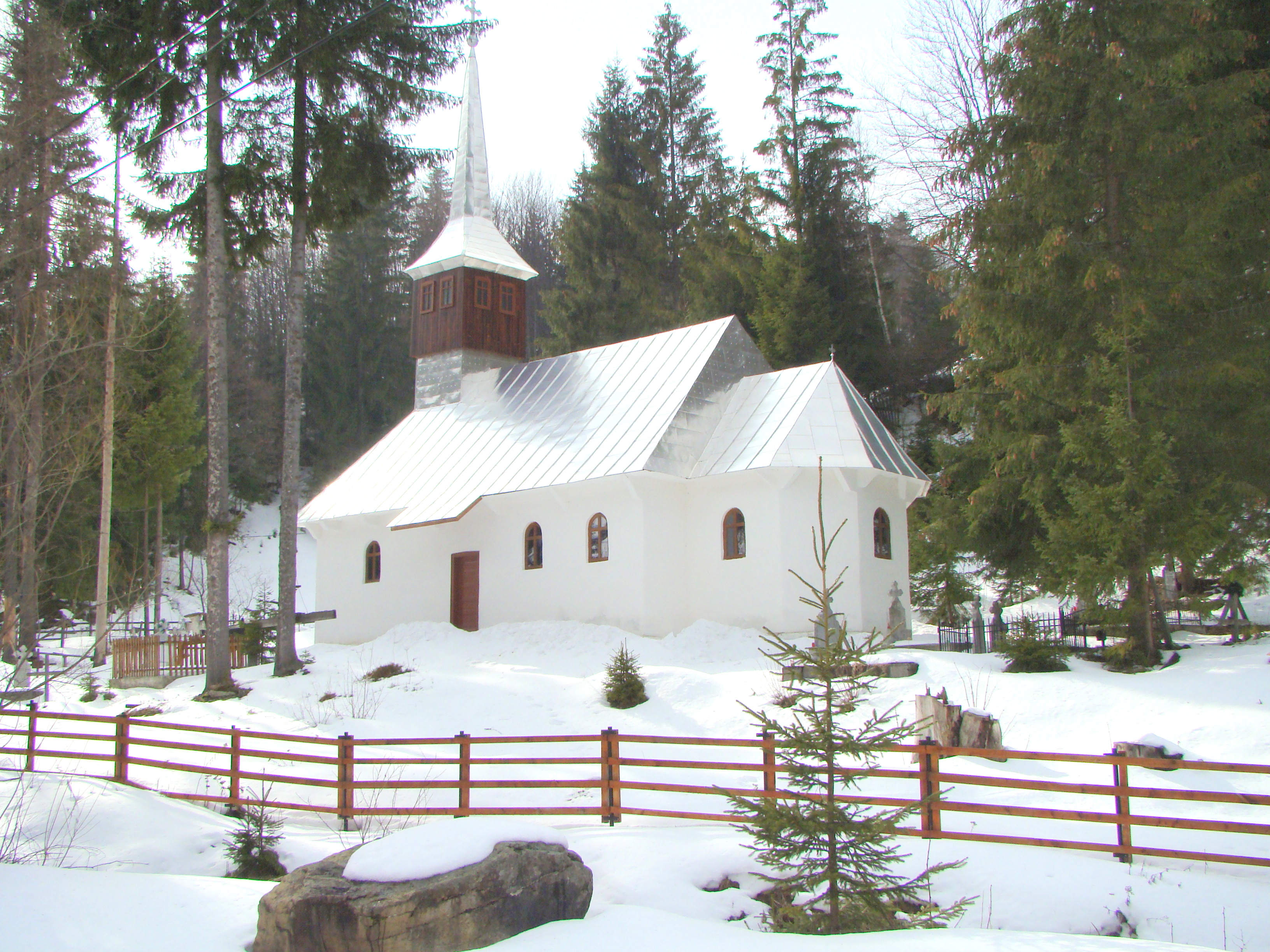
Biserica de lemn „Sfinții Apostoli Petru și Pavel” din Biharia, foto: martie 2010.

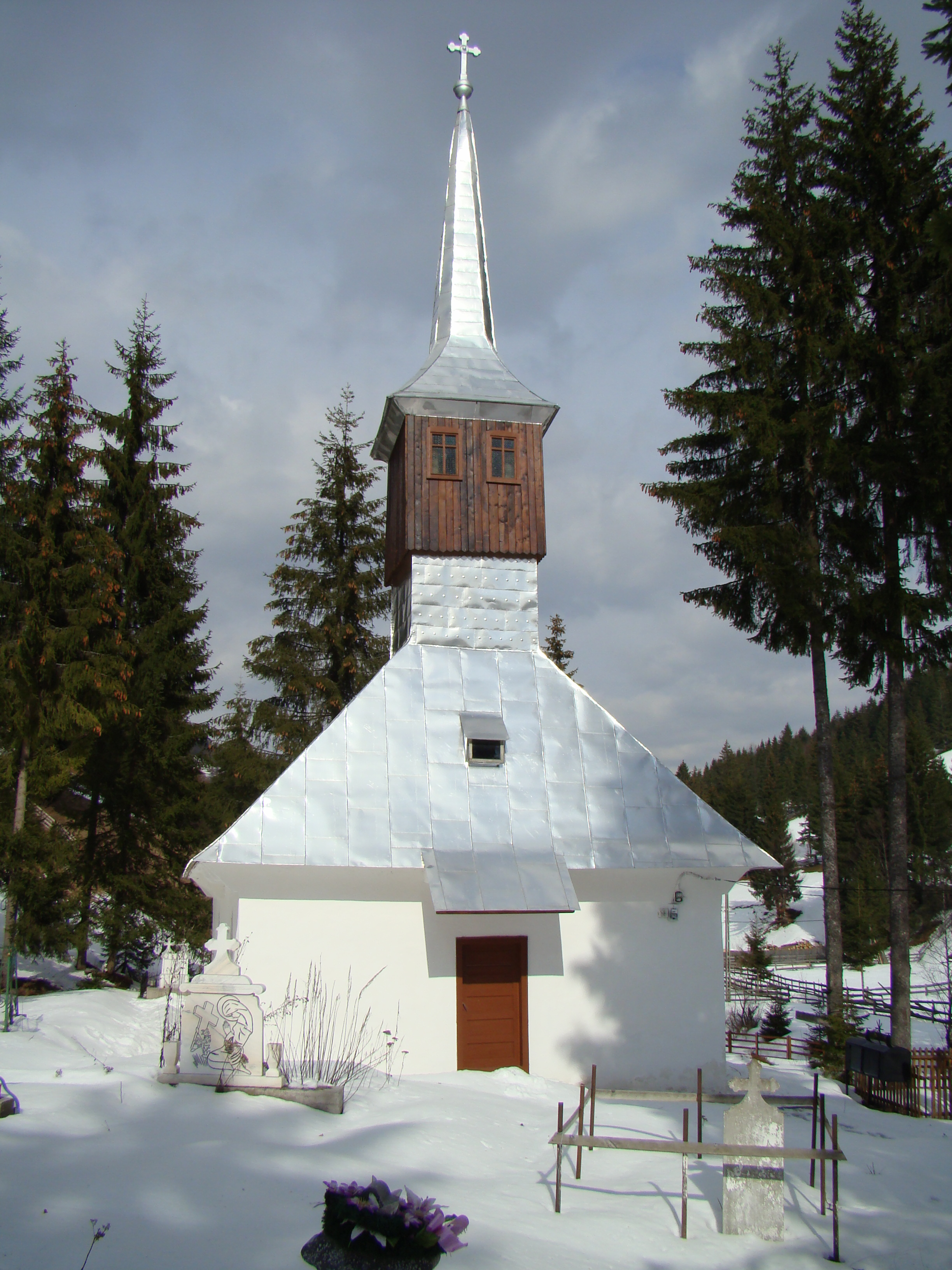

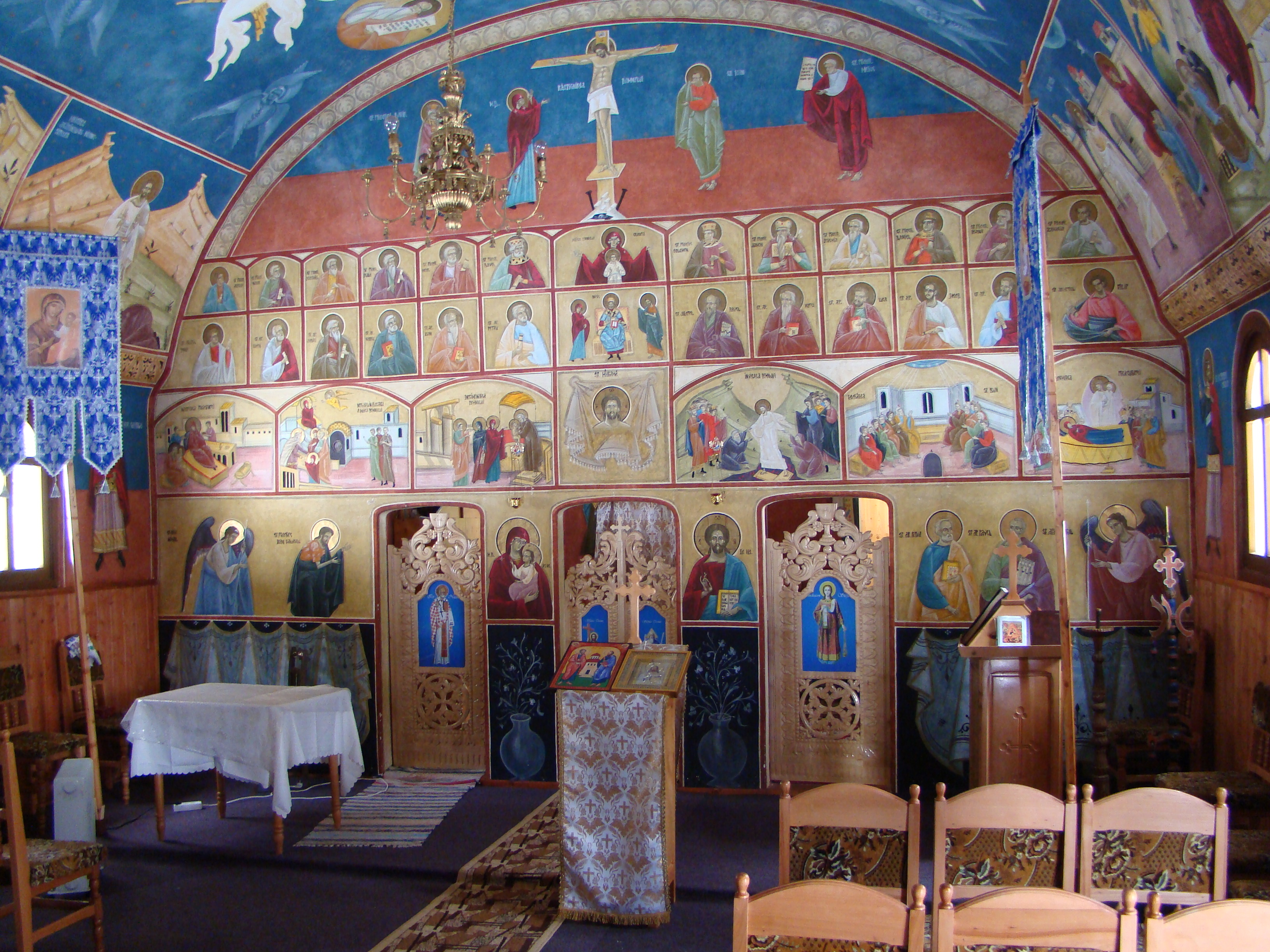

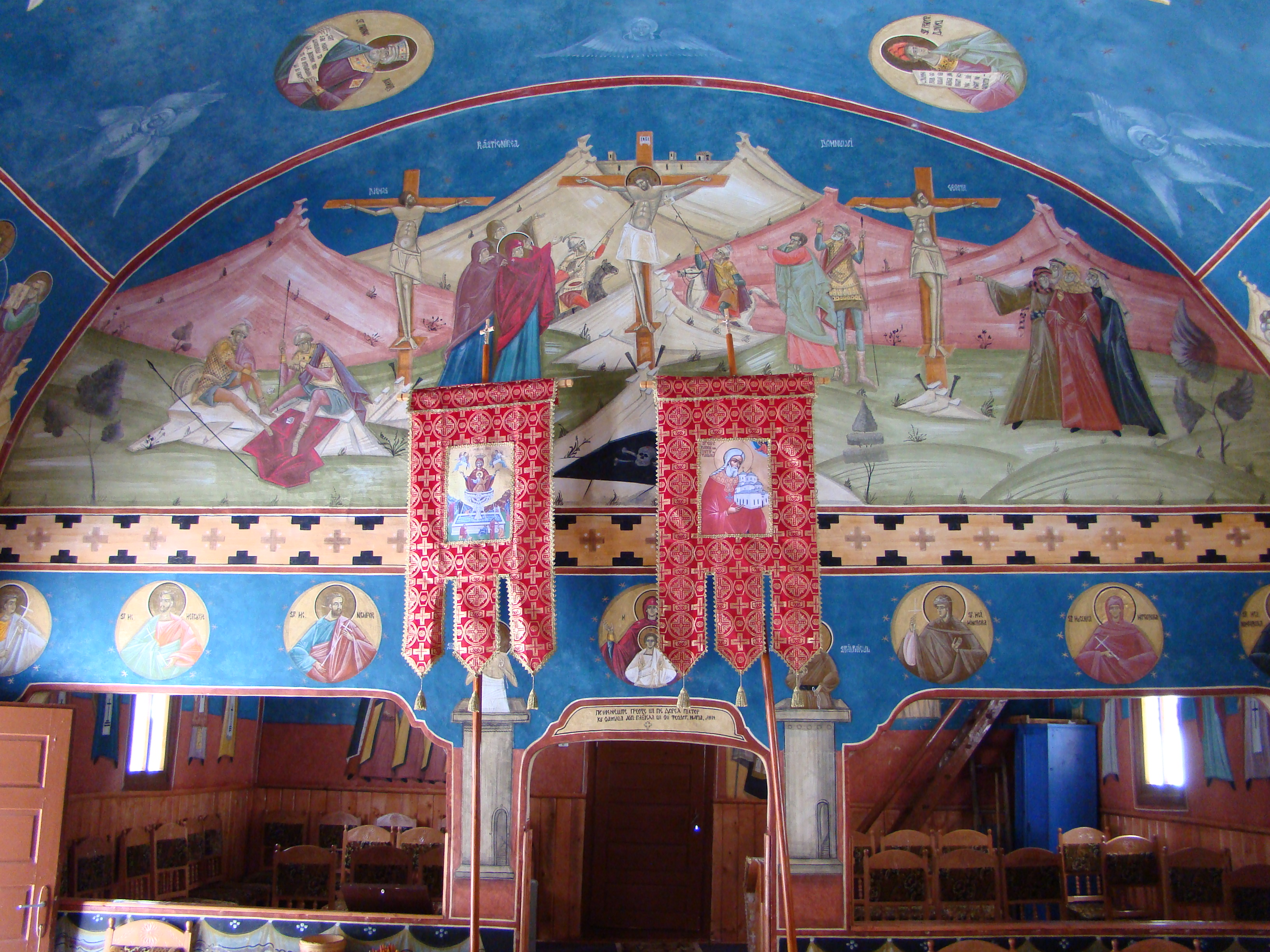

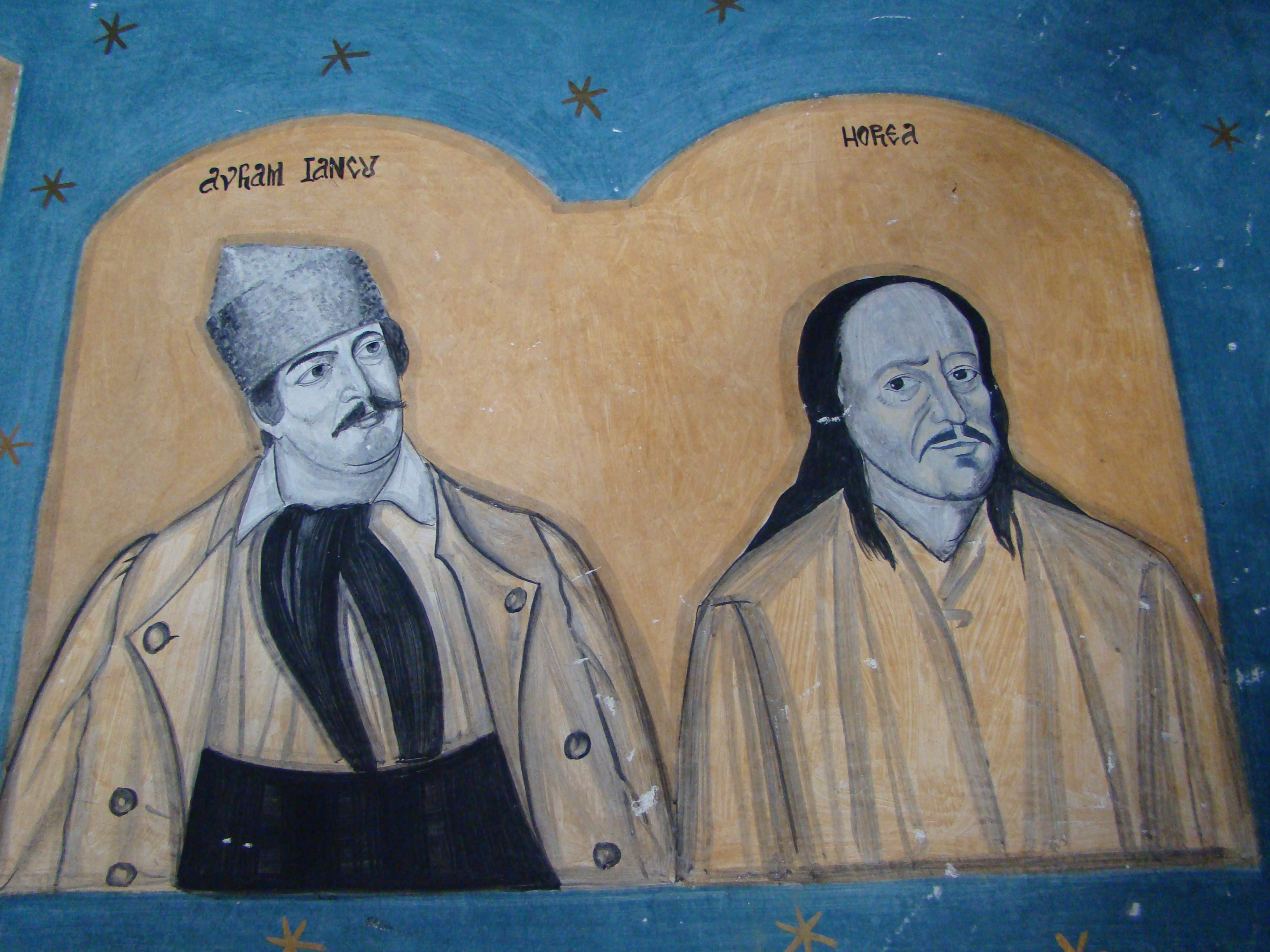

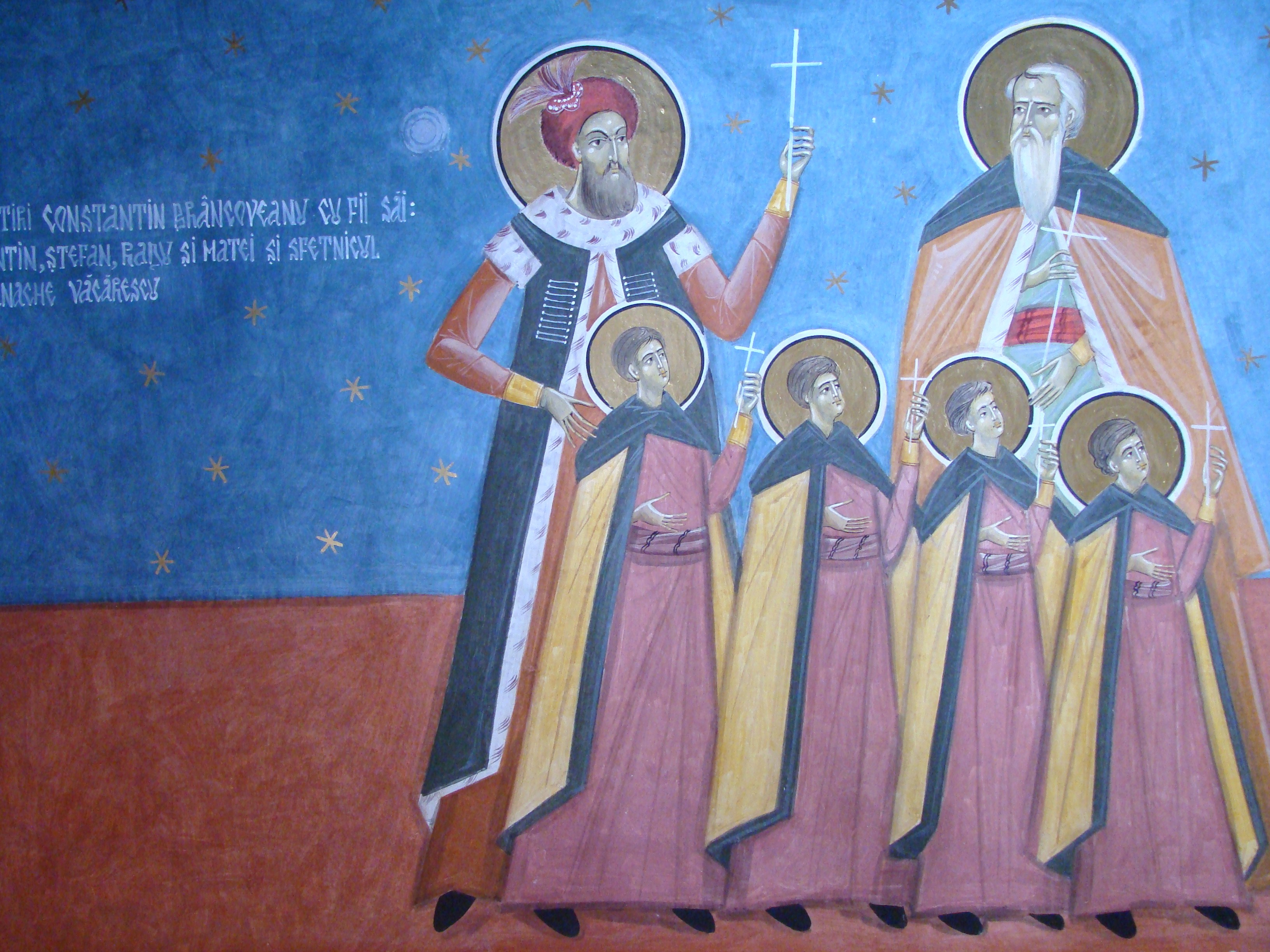

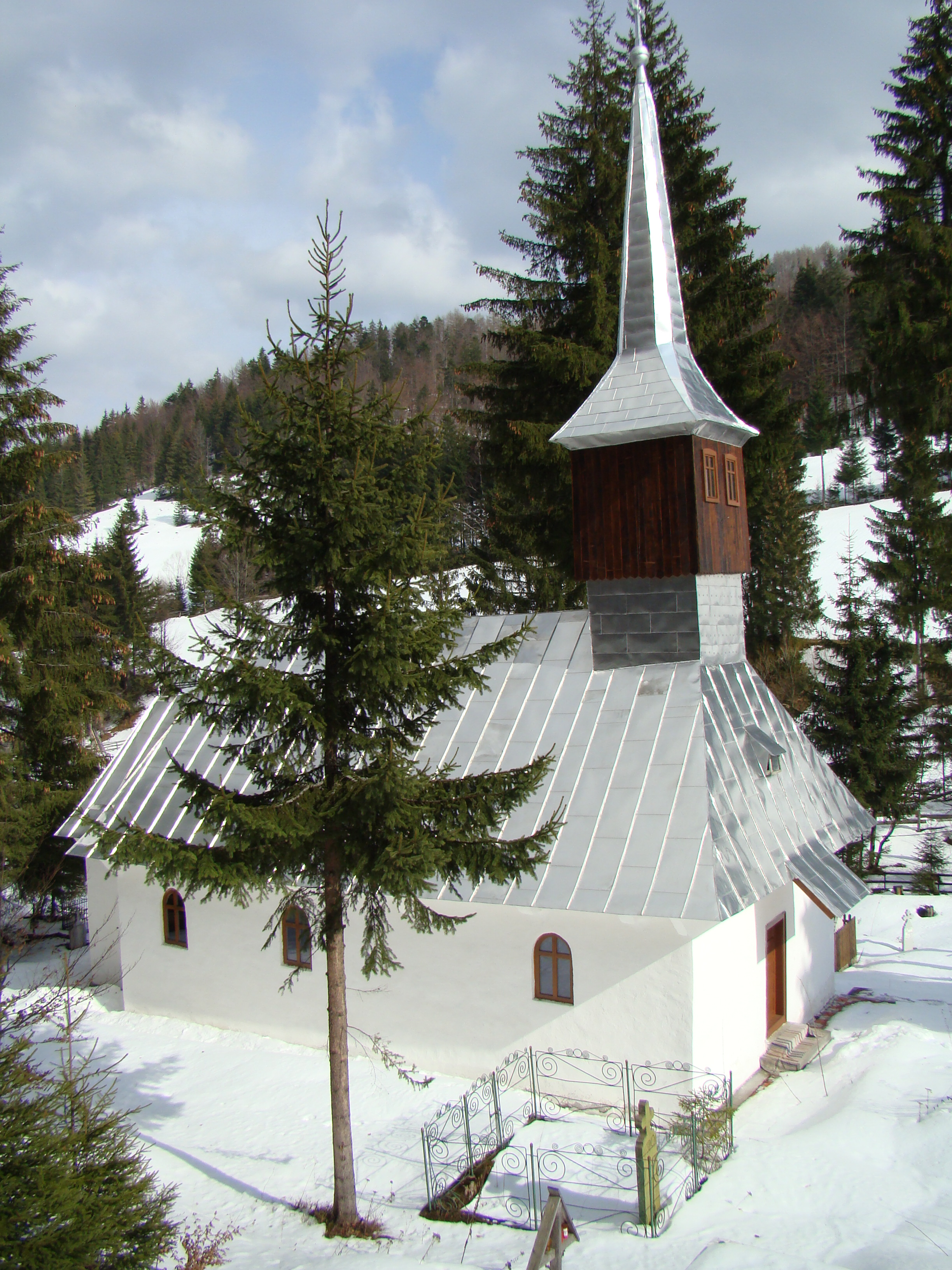

Biserica de lemn din Biharia, comuna Gârda de Sus, județul Alba, datează din secolul XIX (1825). Are hramul „Sfinții Apostoli Petru și Pavel”. Biserica nu se află pe noua listă a monumentelor istorice.

## Istoric
Biserica a fost construită în anul 1825 de către Gligor Todor, ajutat de restul satului. Din zestrea bisericii fac parte și două icoane de la 1780 și 1798 pictate de Simion Silaghi, cel care a pictat și biserica de lemn din Gârda de Sus. Lucrările de pictură, în tehnica frescă în stil bizantin, au fost realizate în anul 2004 de către iconograful Dorel Beșleagă din Sibiu.

## Trăsături
Aspectul actual al bisericii este rezultatul transformării imediat după 1923, când se tencuiesc pereții, se măresc ferestrele și se face o nouă învelitoare de tablă. Edificiul are planul și volumetria specifică zonei, dreptunghiular cu altar pentagonal decroșat, și două intrări - una la vest și cealaltă la sud. Înfățișarea nu mai este însă la fel de armonioasă că aceea surprinsă de Tache Papahagi în 1923. Cele două clopote au inscripții de la 1877 și 1879.
În biserică se păstrează însă icoane și cărți mai vechi. Icoana pe sticlă „Isus pe tron”, datată în caractere chirilice în 1798, este produsul unui centru artistic din nordul Transilvaniei (probabil Nicula). O icoană pe lemn, cu stratul pictorial degradat, reprezentând-o pe Maica Domnului cu pruncul, este datată pe ramă 1780. După modul de reprezentare se presupune că aparține zugravului Simion Silaghi, activ la acea dată în Apuseni.
Pe un „Antologhion”, în caractere chirilice apar patru datări: 1781, 1799, 1822, 1823. Una dintre ele este: „Această sfântă carte ce să zice <<Mineiu>> s-au cumpărat pe sama bisericii de la Gura Gârzii și întâie au dat florinți 70 cumpărătura, ca să fie pomenire veșnică pentru sine și pentru tot neamul său, cealalți bani s-au datu din visteria bisericii, ca să fie pomenire tuturoru. Anu 1799 april 12 zile, Dionisie Pasca, paroh la Gârda”. 
Inventarul mobil cuprinde și un „Apostol” de la 1851, un „Chiriacodromion” de Sibiu, 1855, cu însemnarea de cumpărare de către Vesea Petru la 1873. Acest valoros patrimoniu ar putea constitui donații sau achiziții ale comunității din Gârda pentru cătunul Biharea, fost Iarba Rea, la data edificării aici a lăcașului de lemn.

## Imagini din exterior

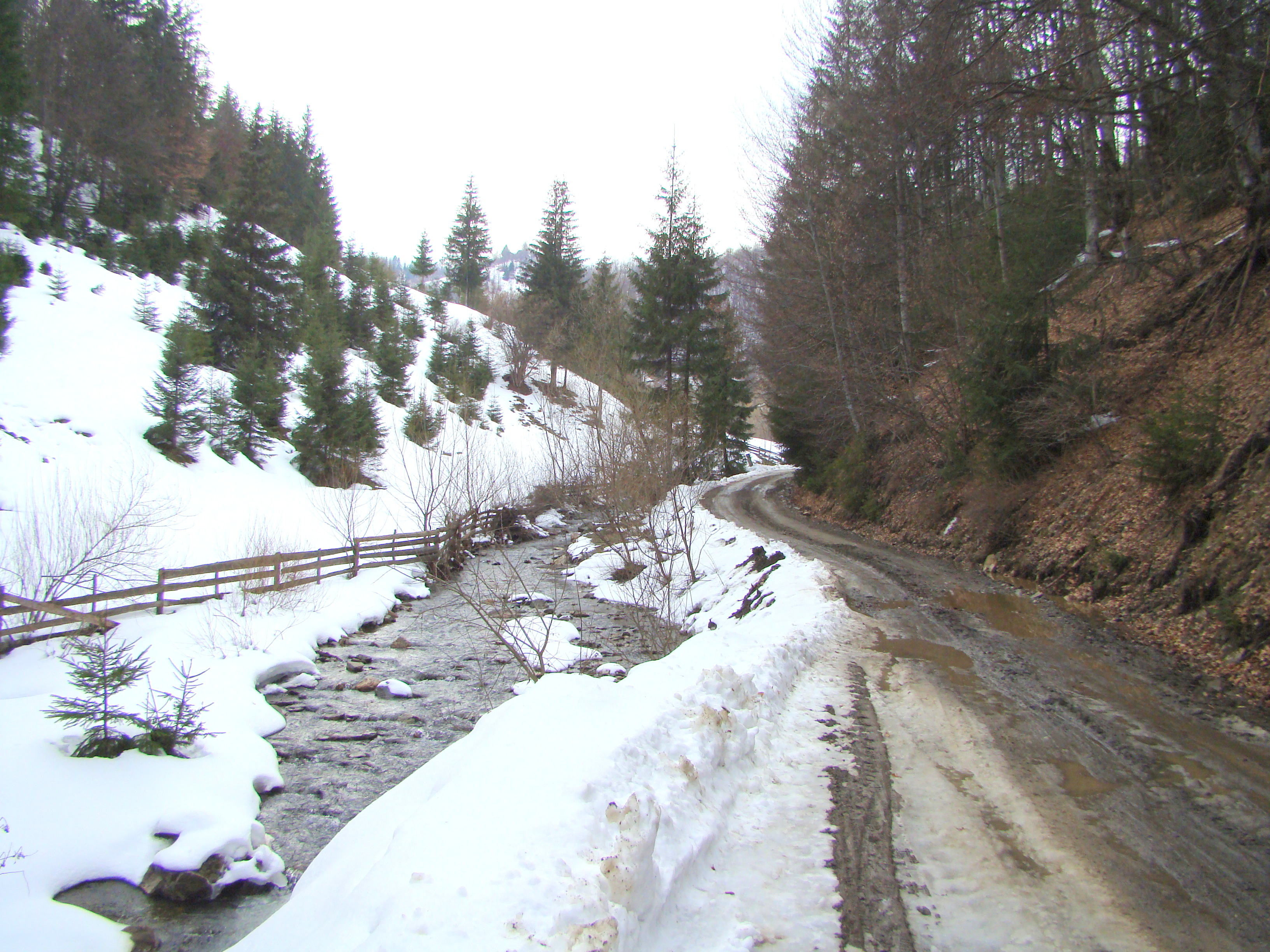
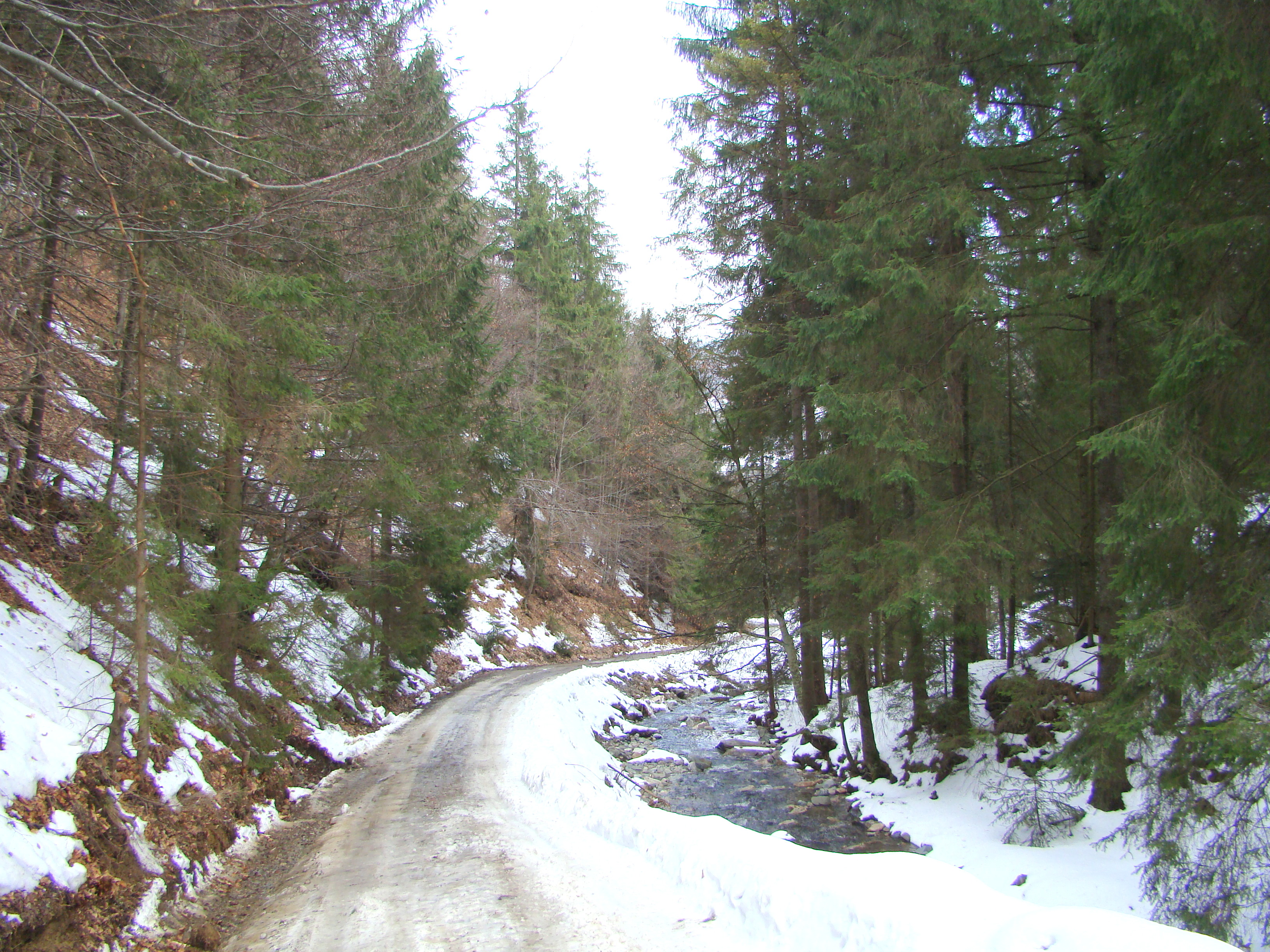
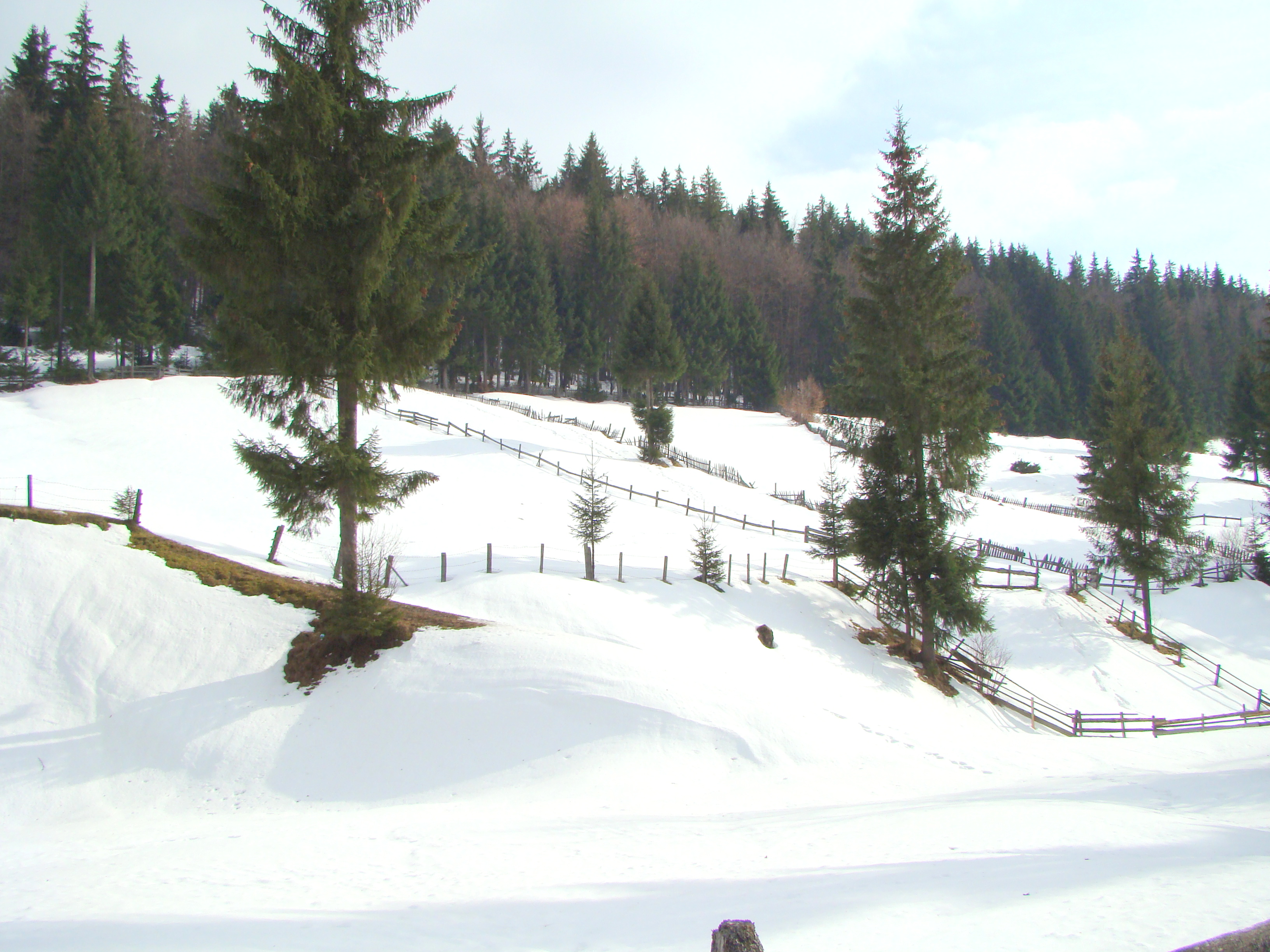
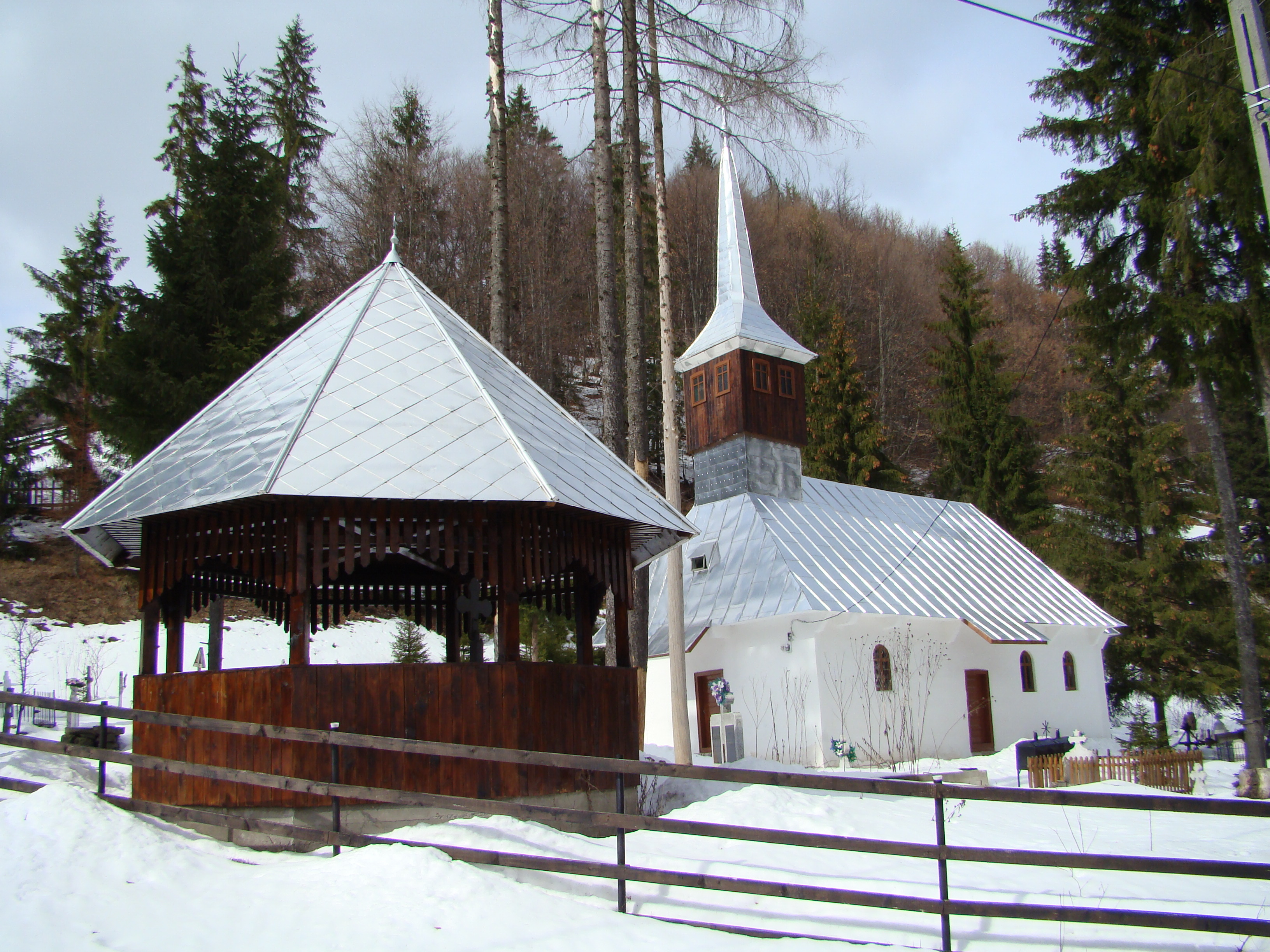
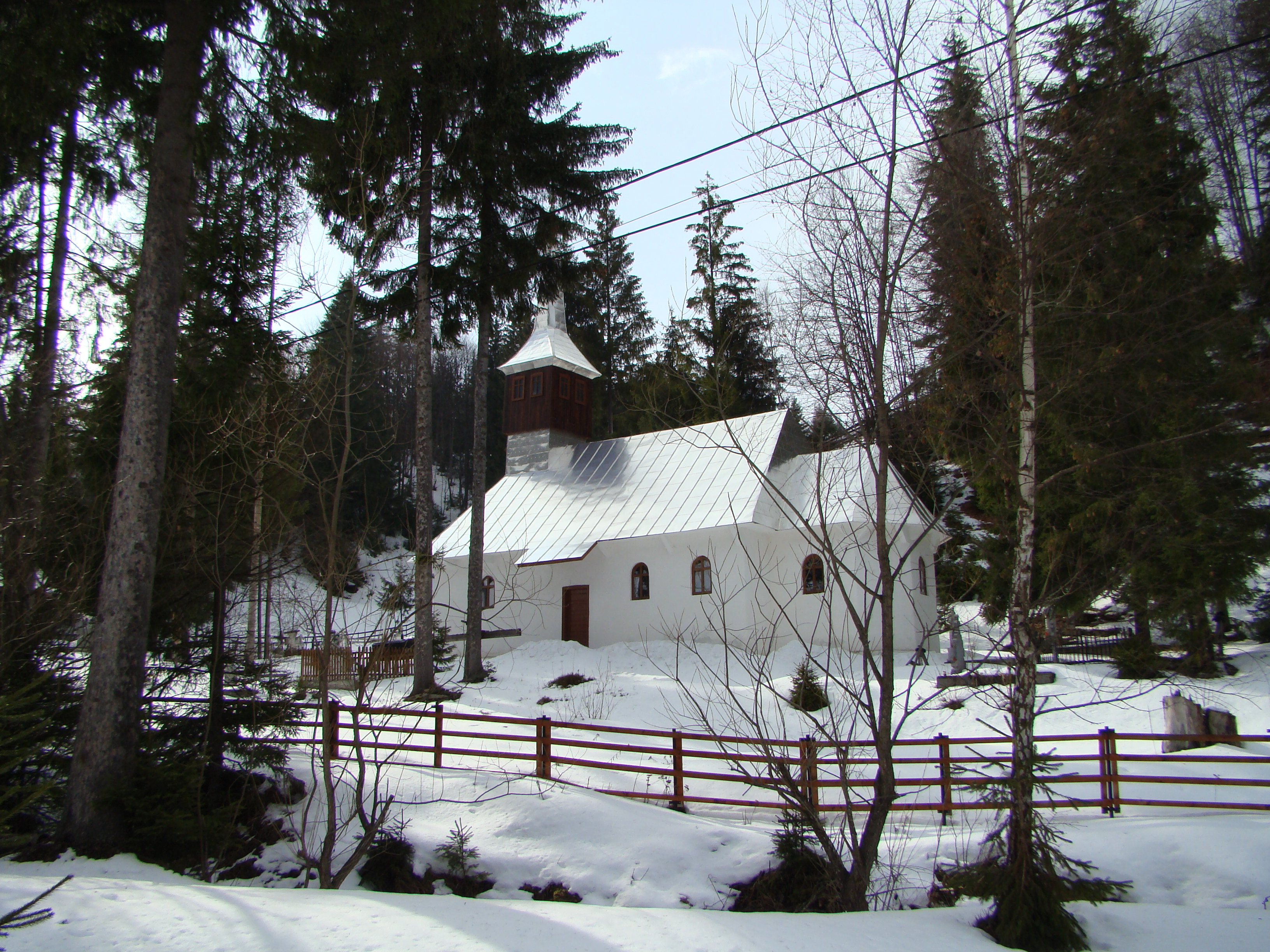
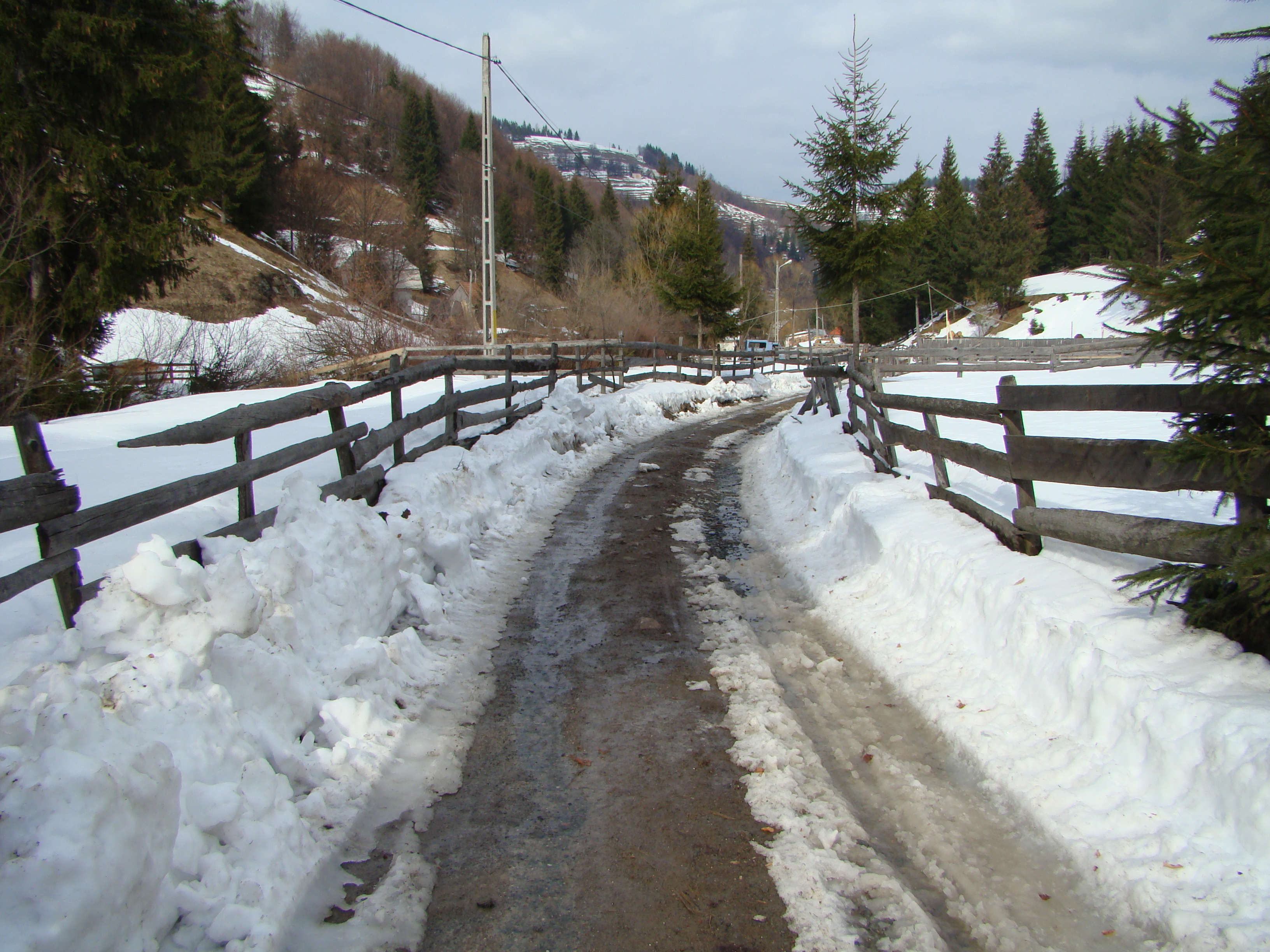
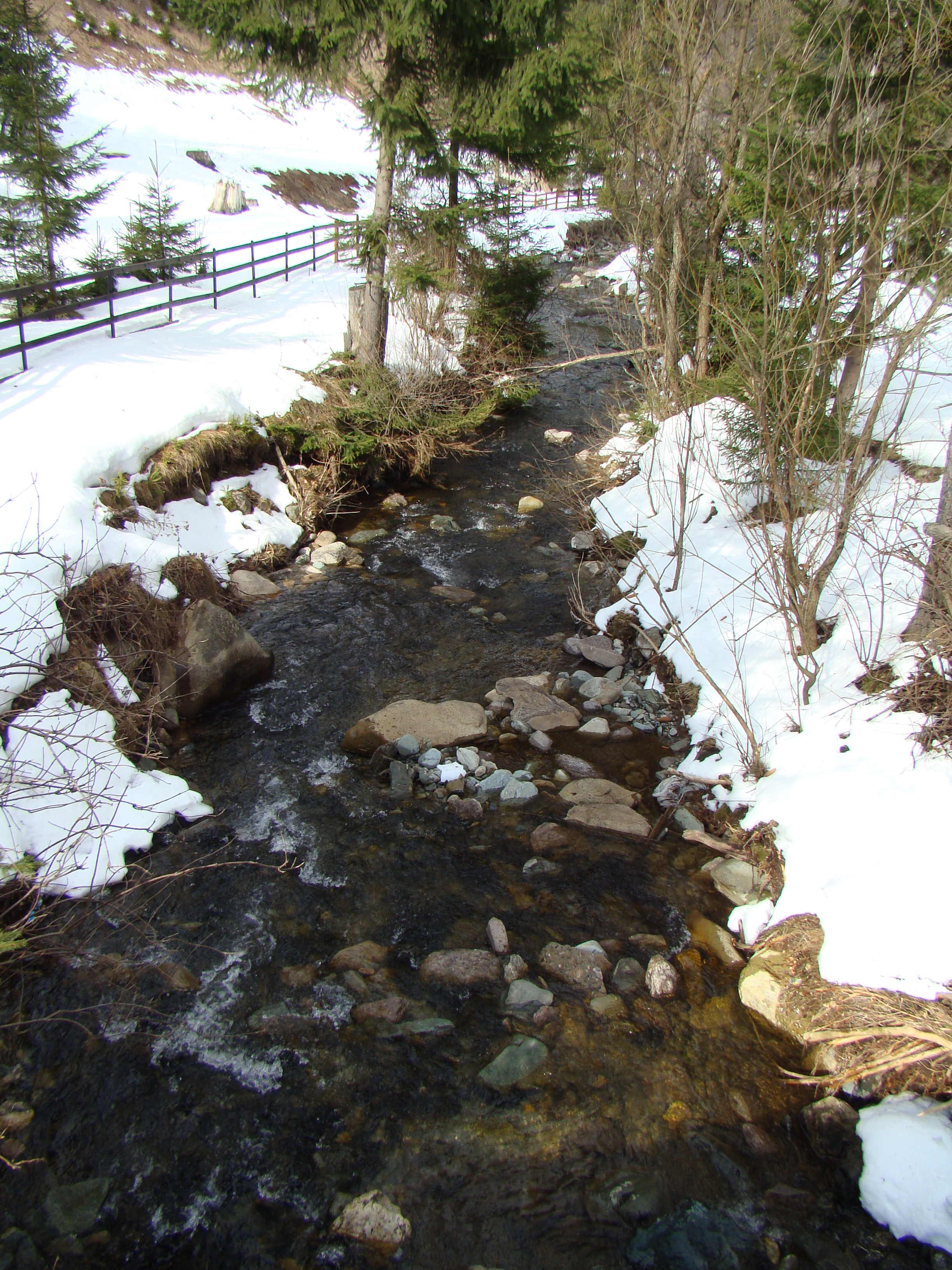
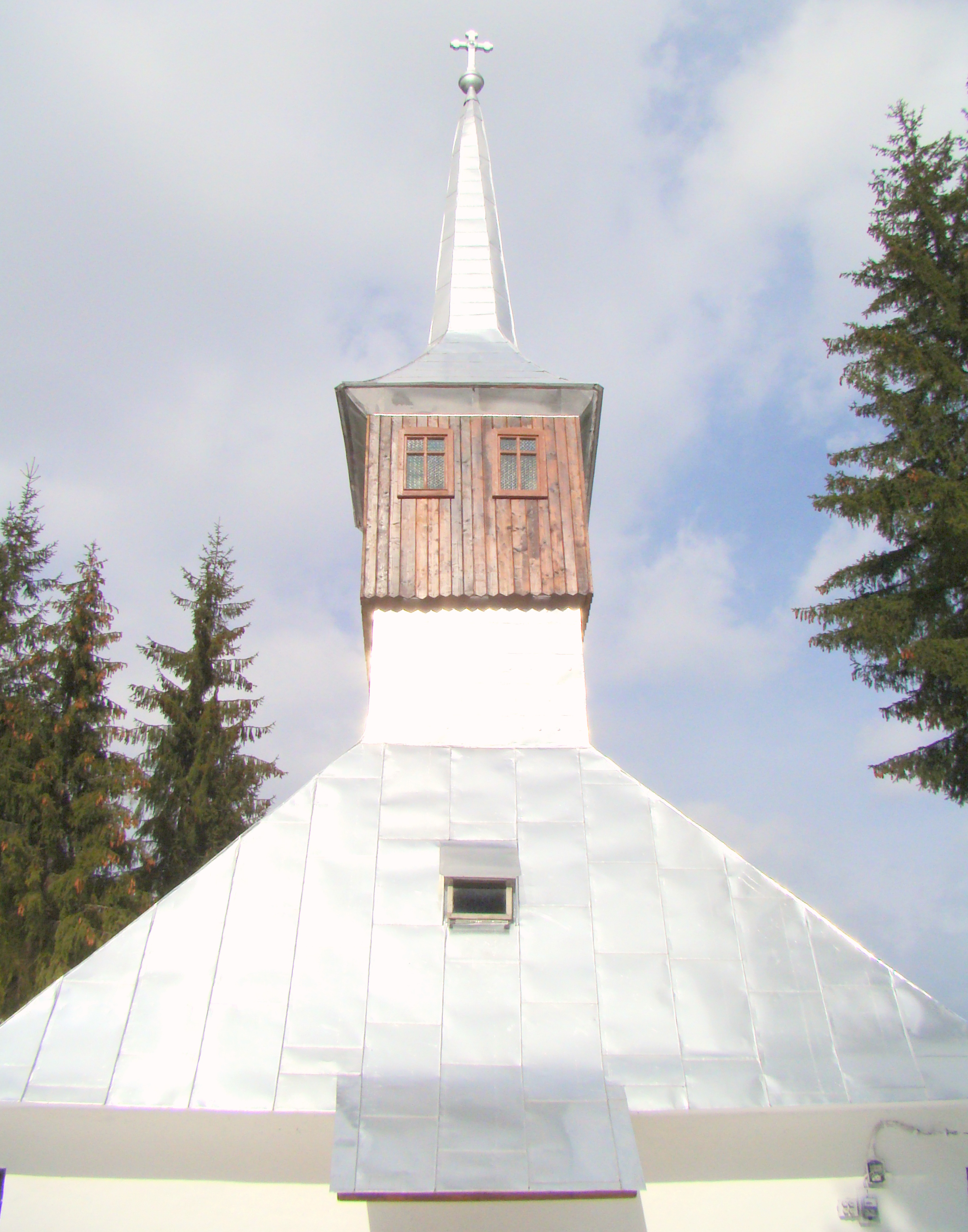
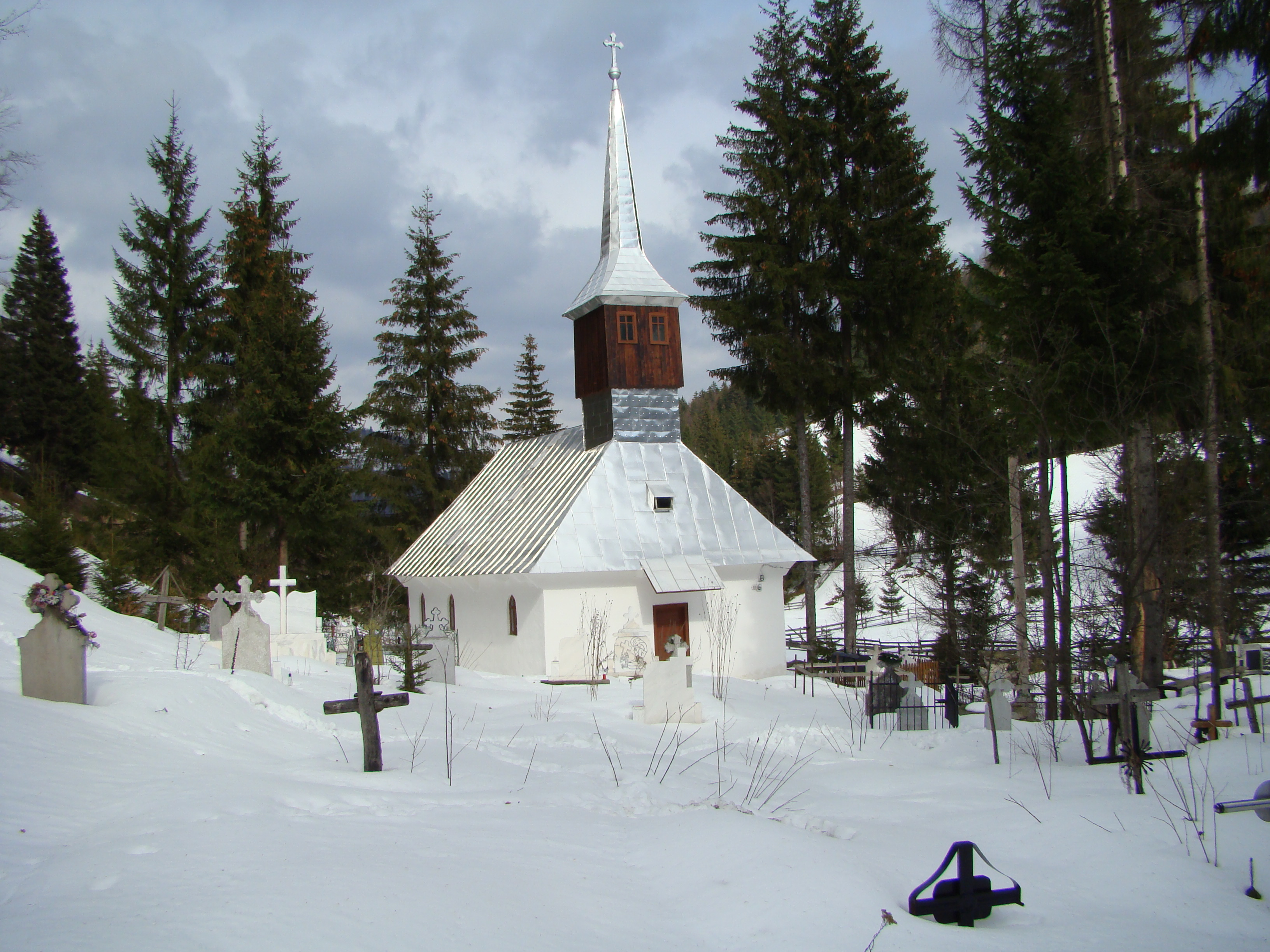
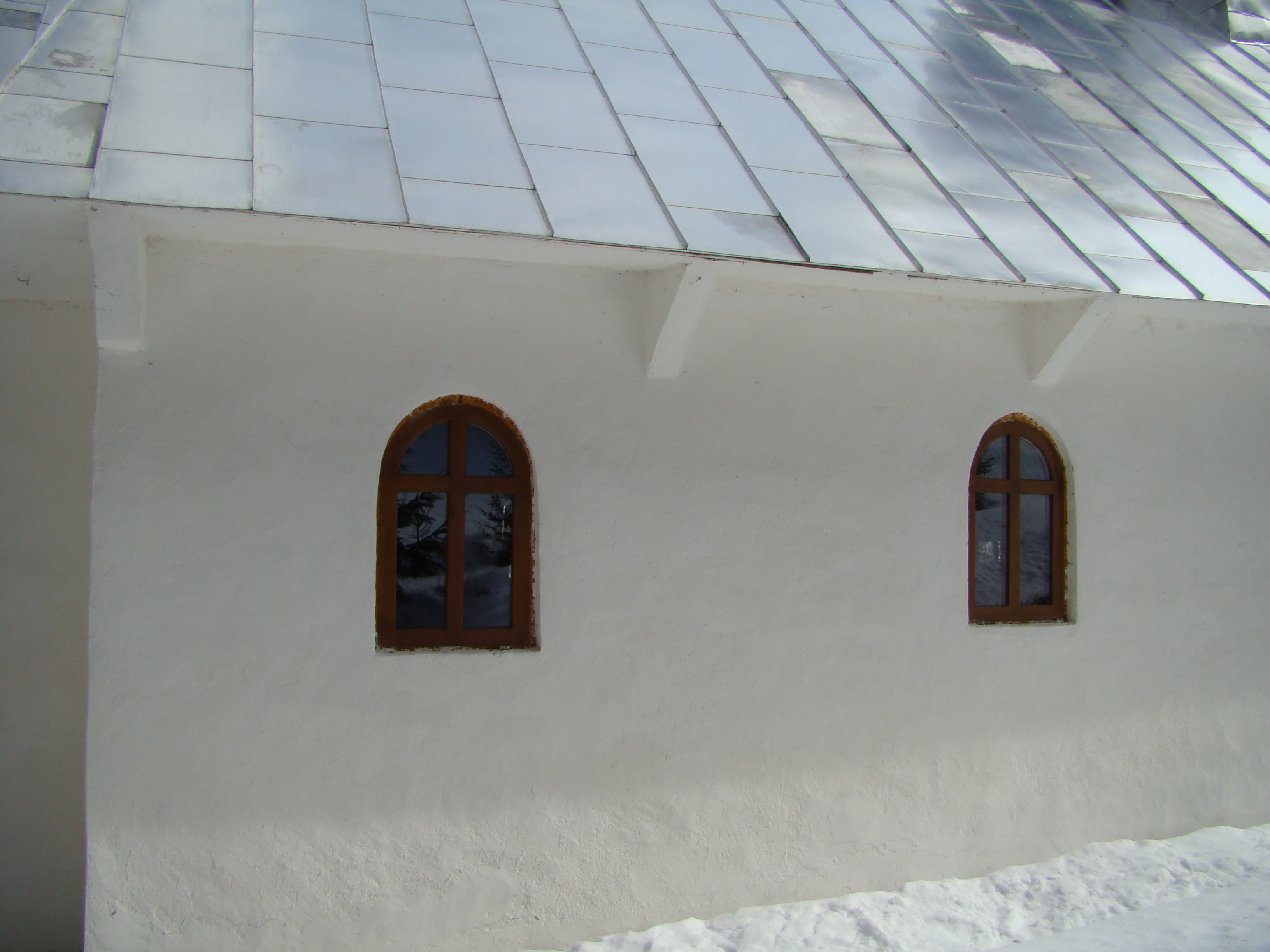
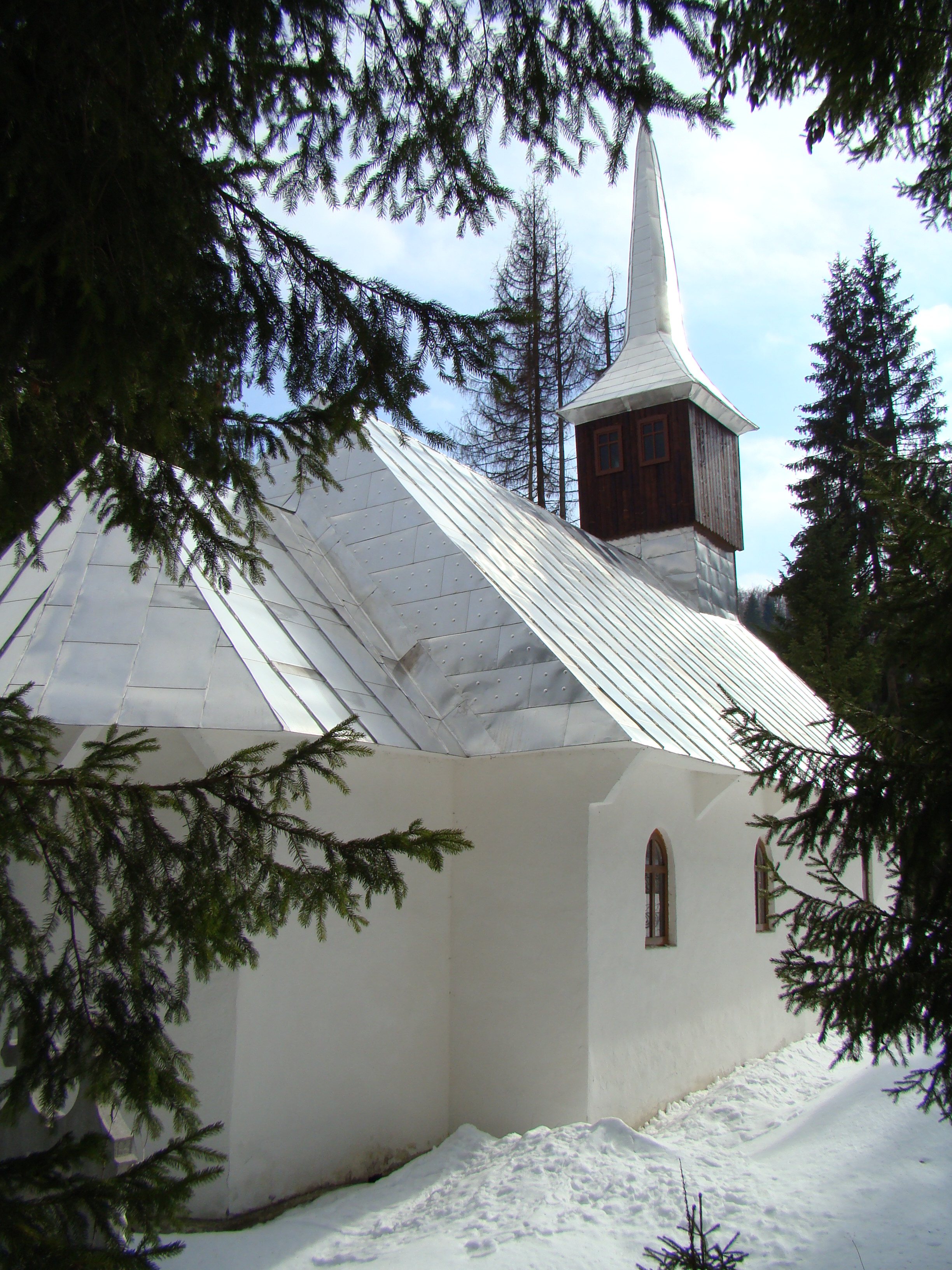
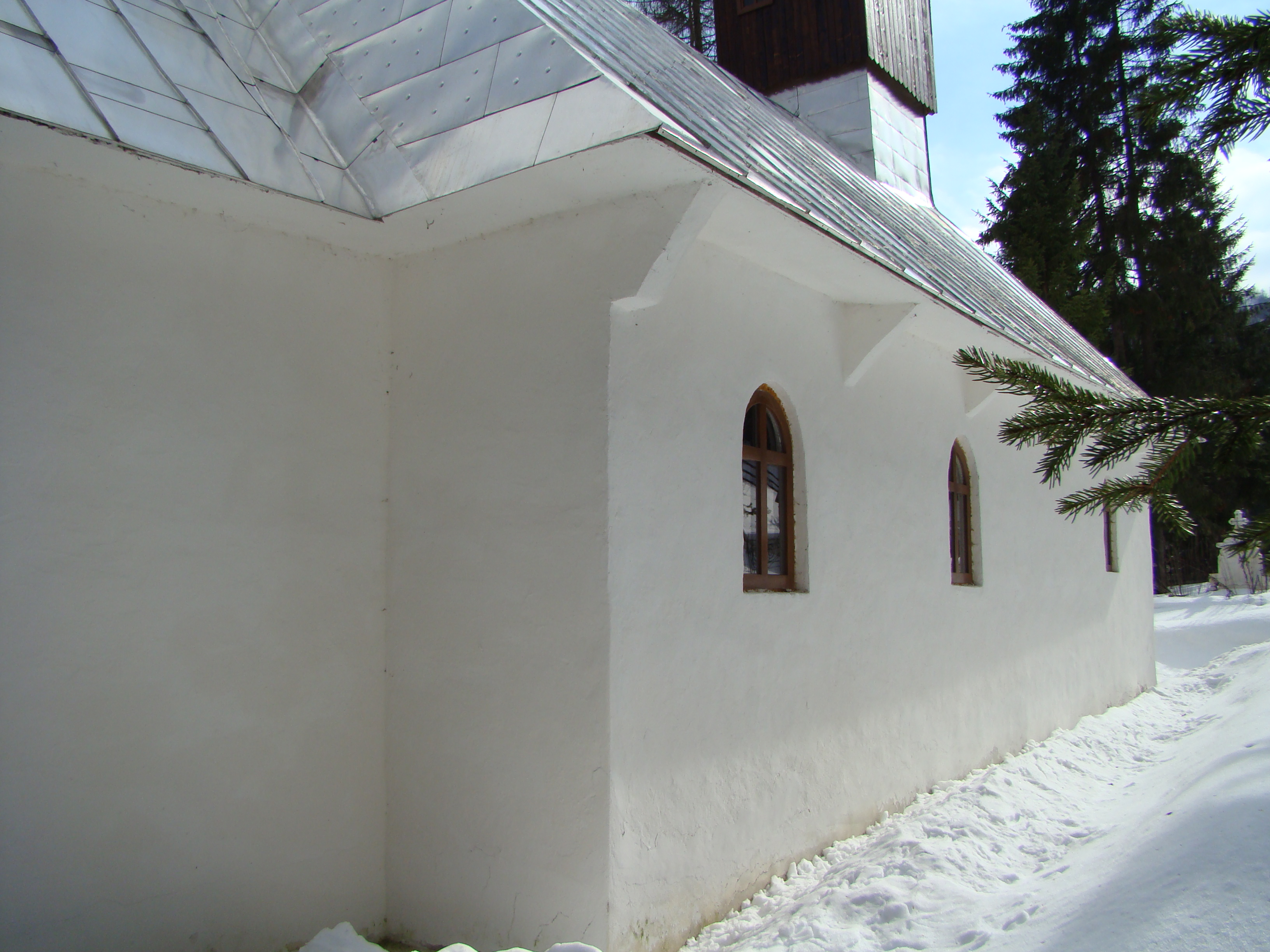
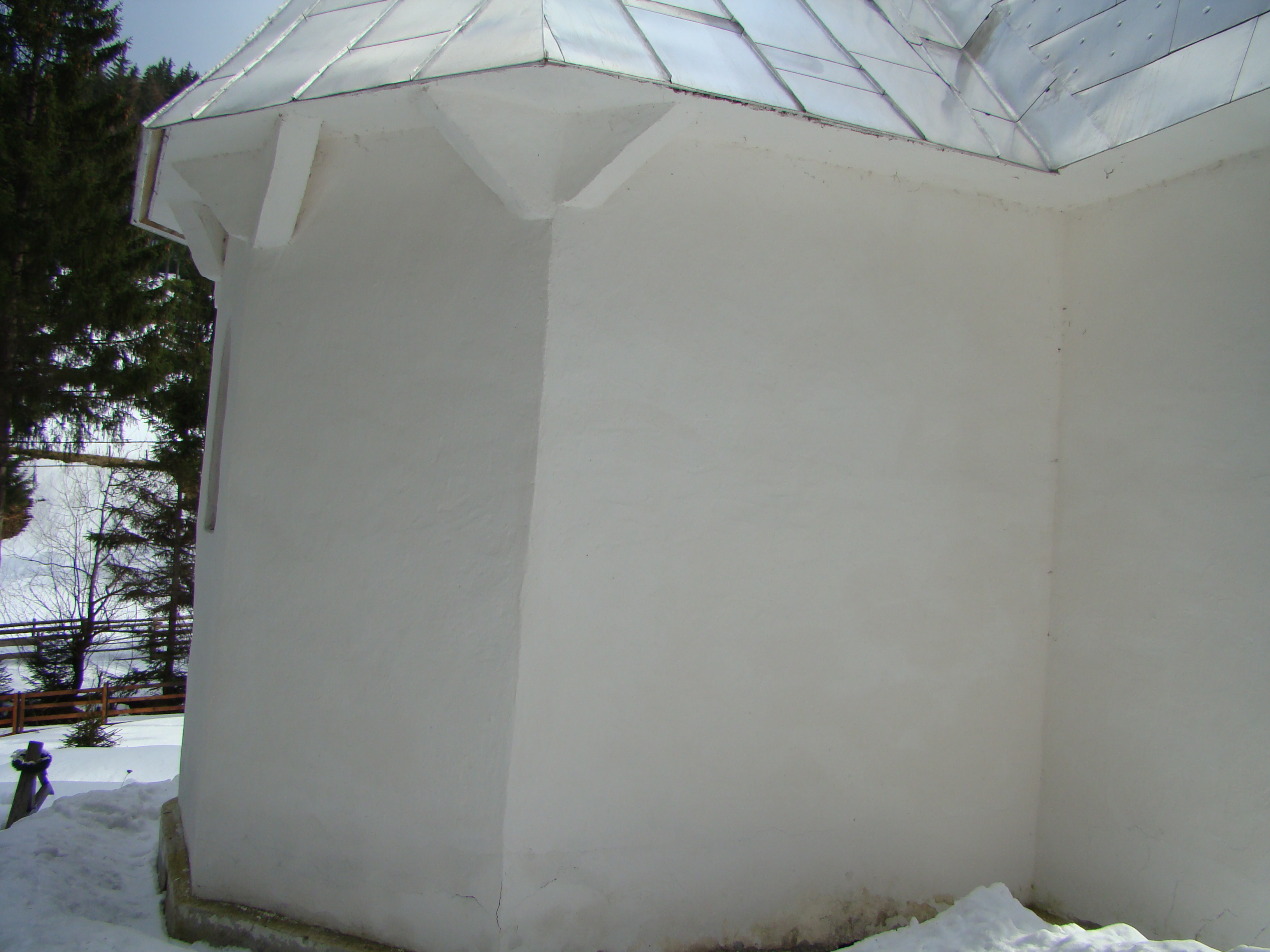
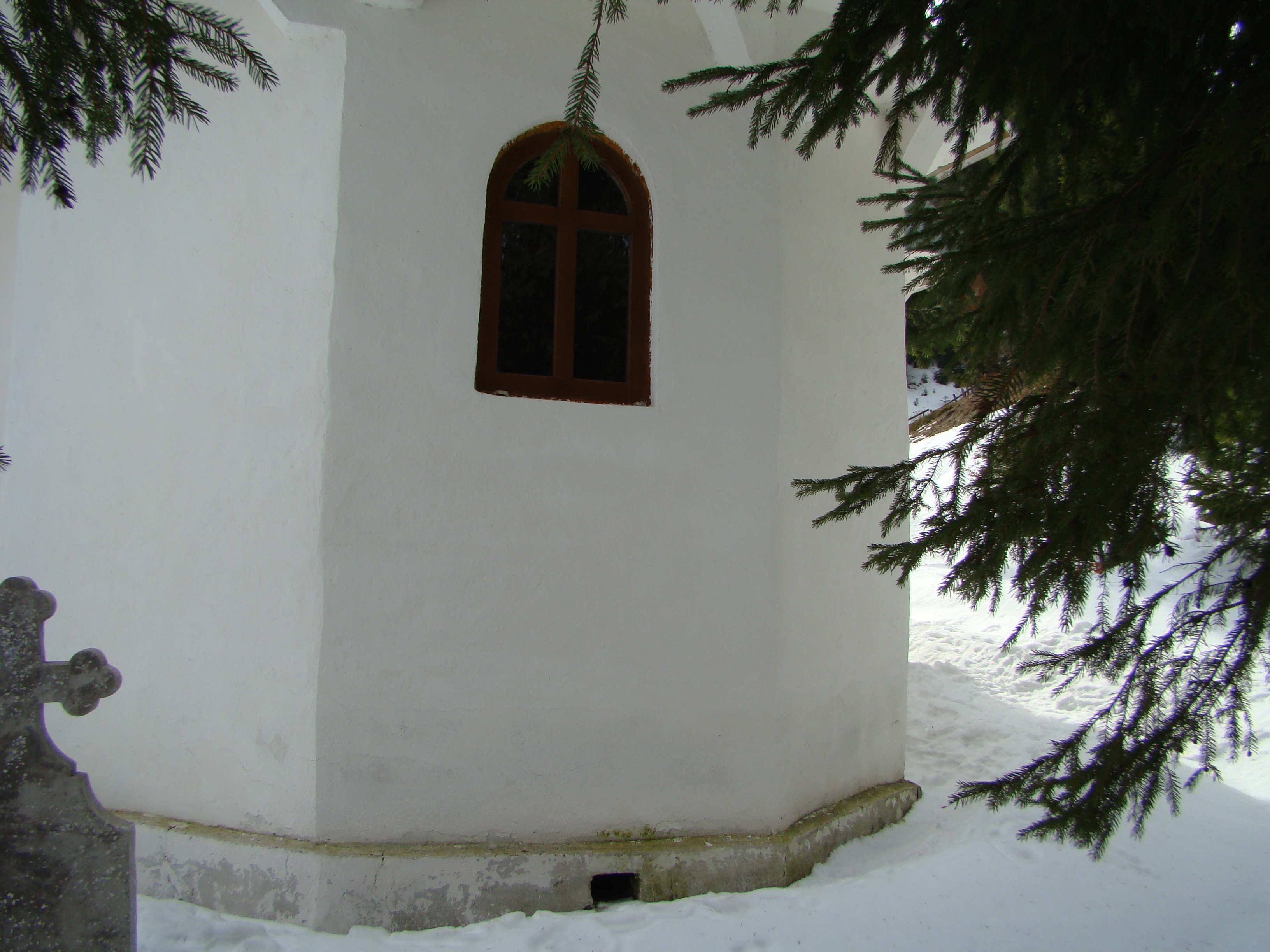
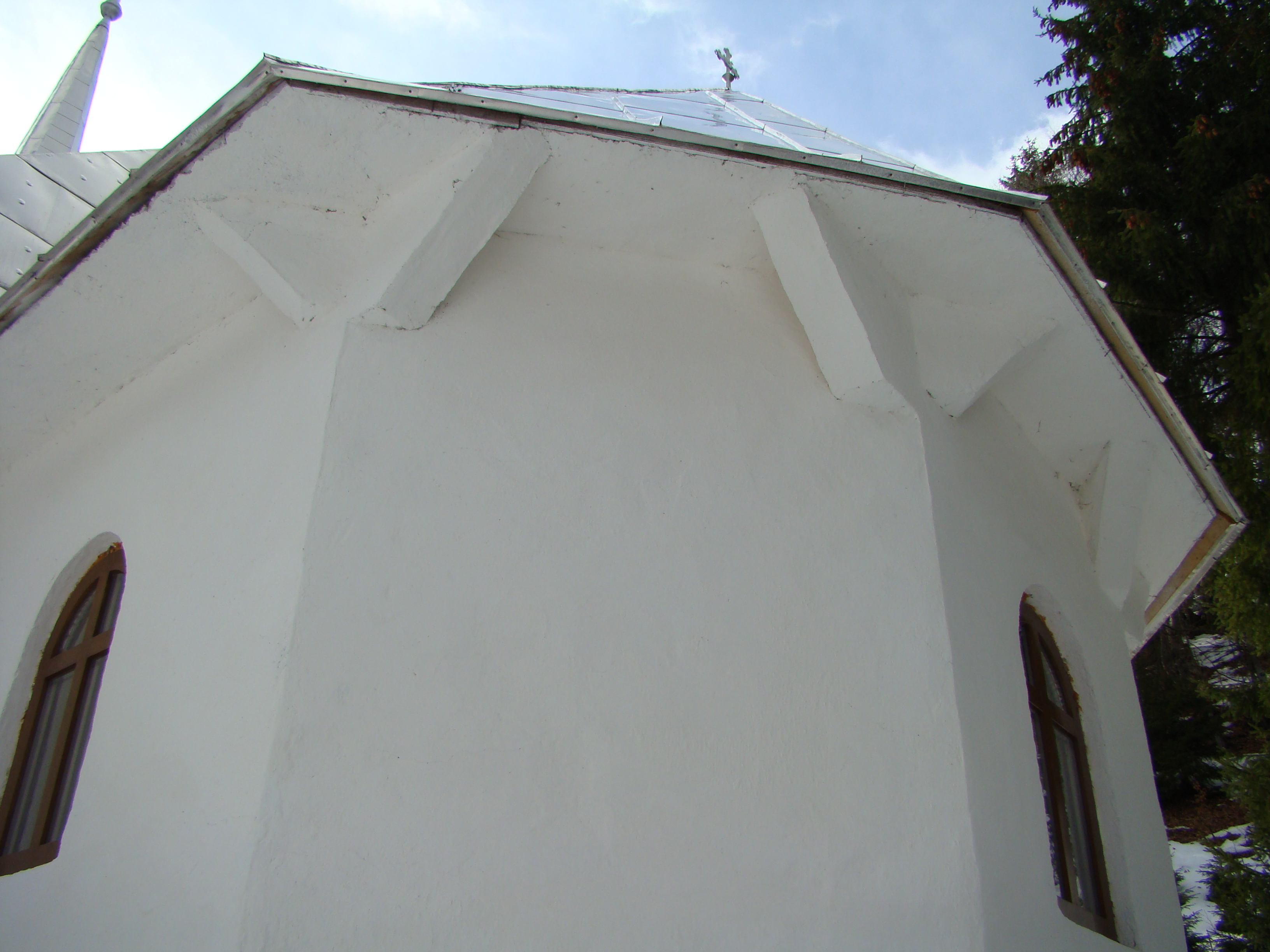
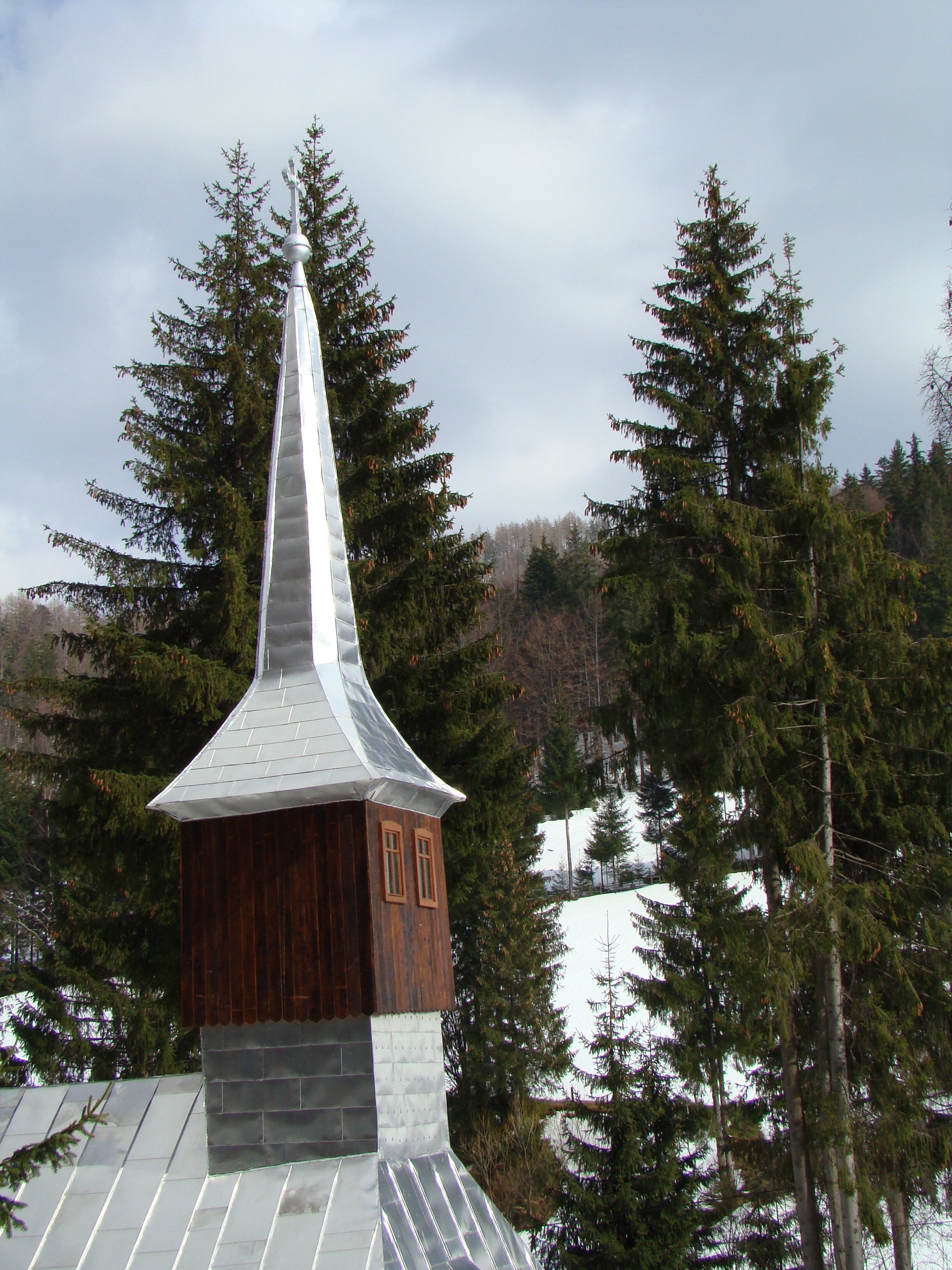
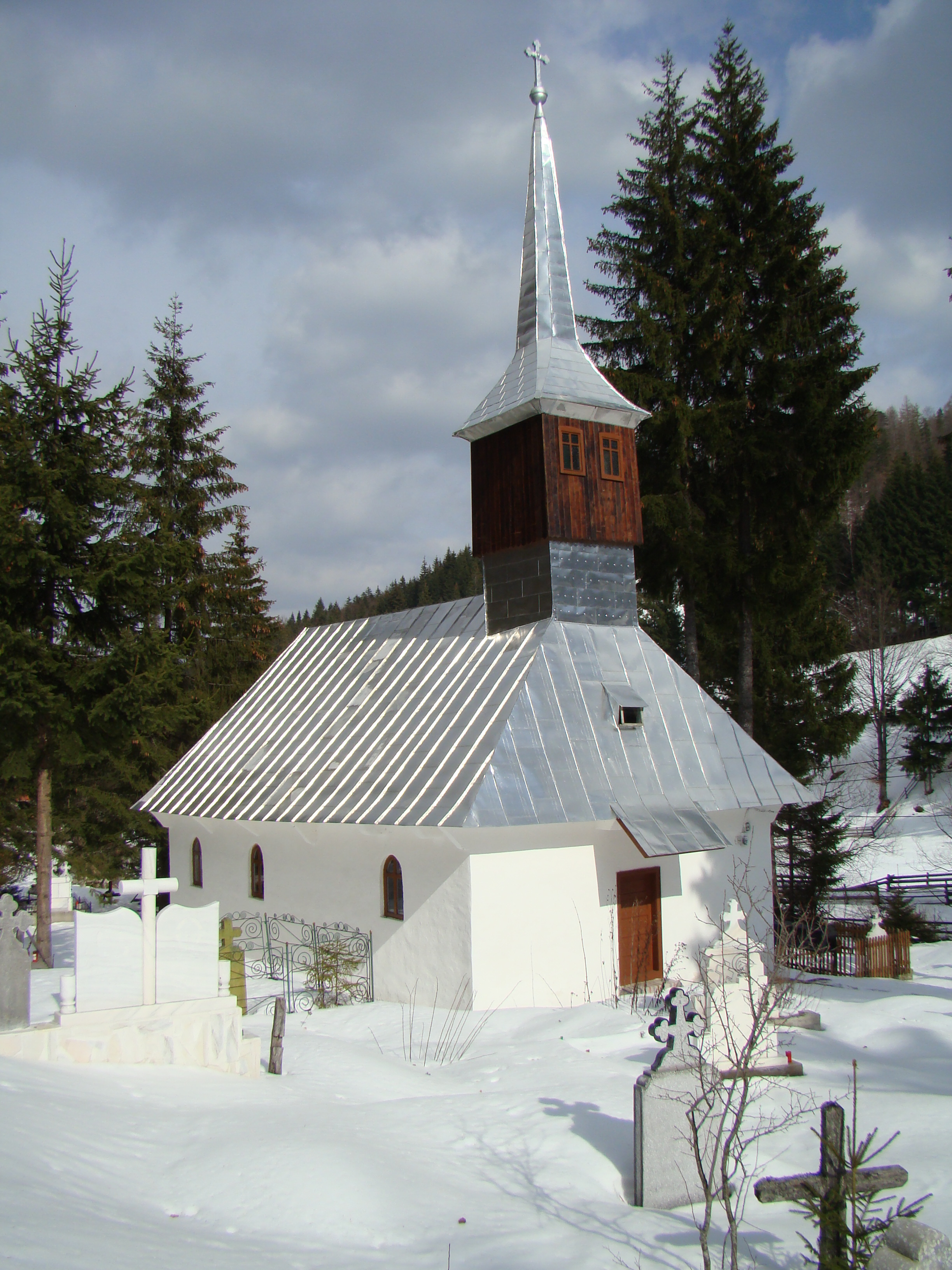
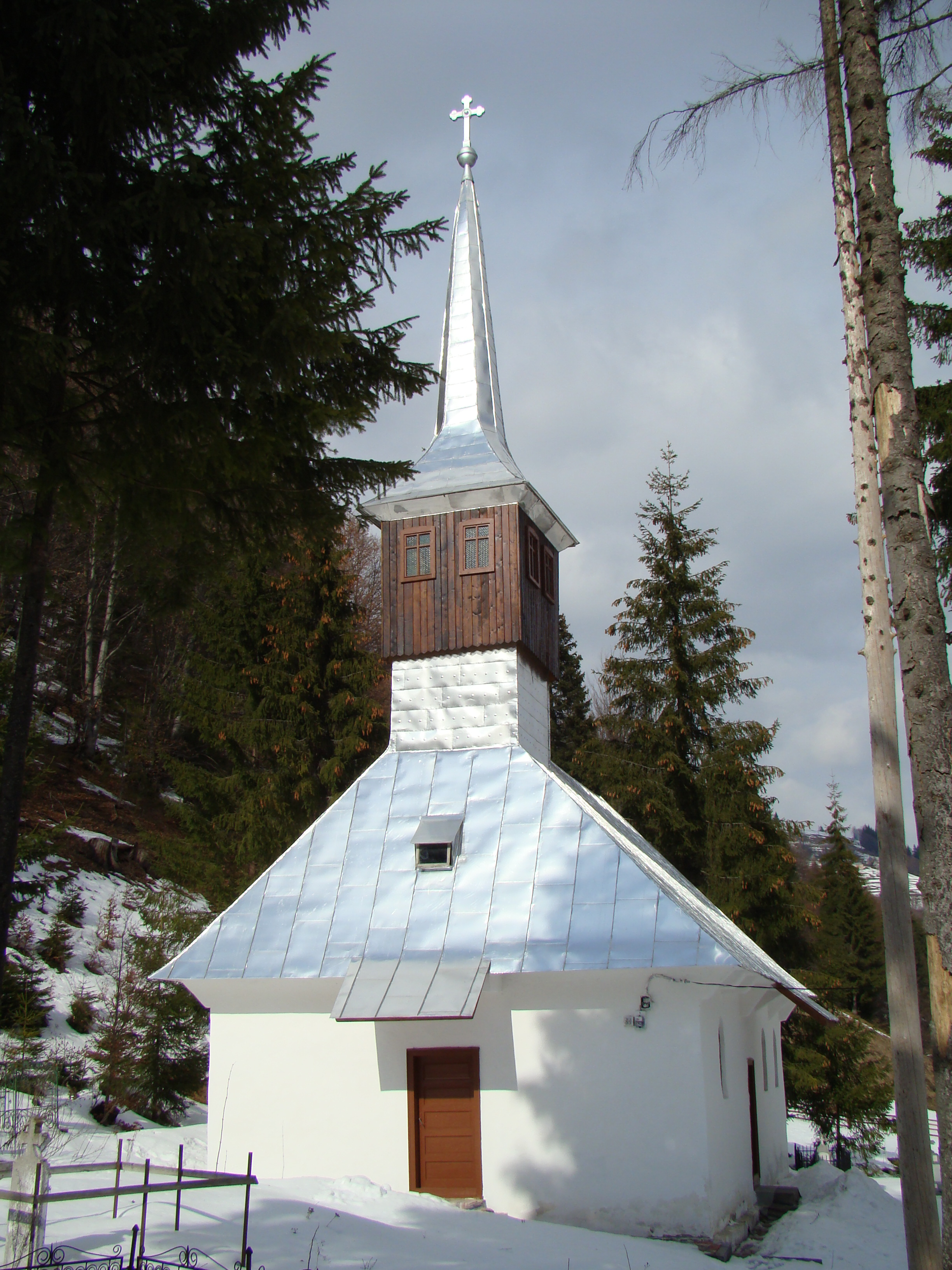
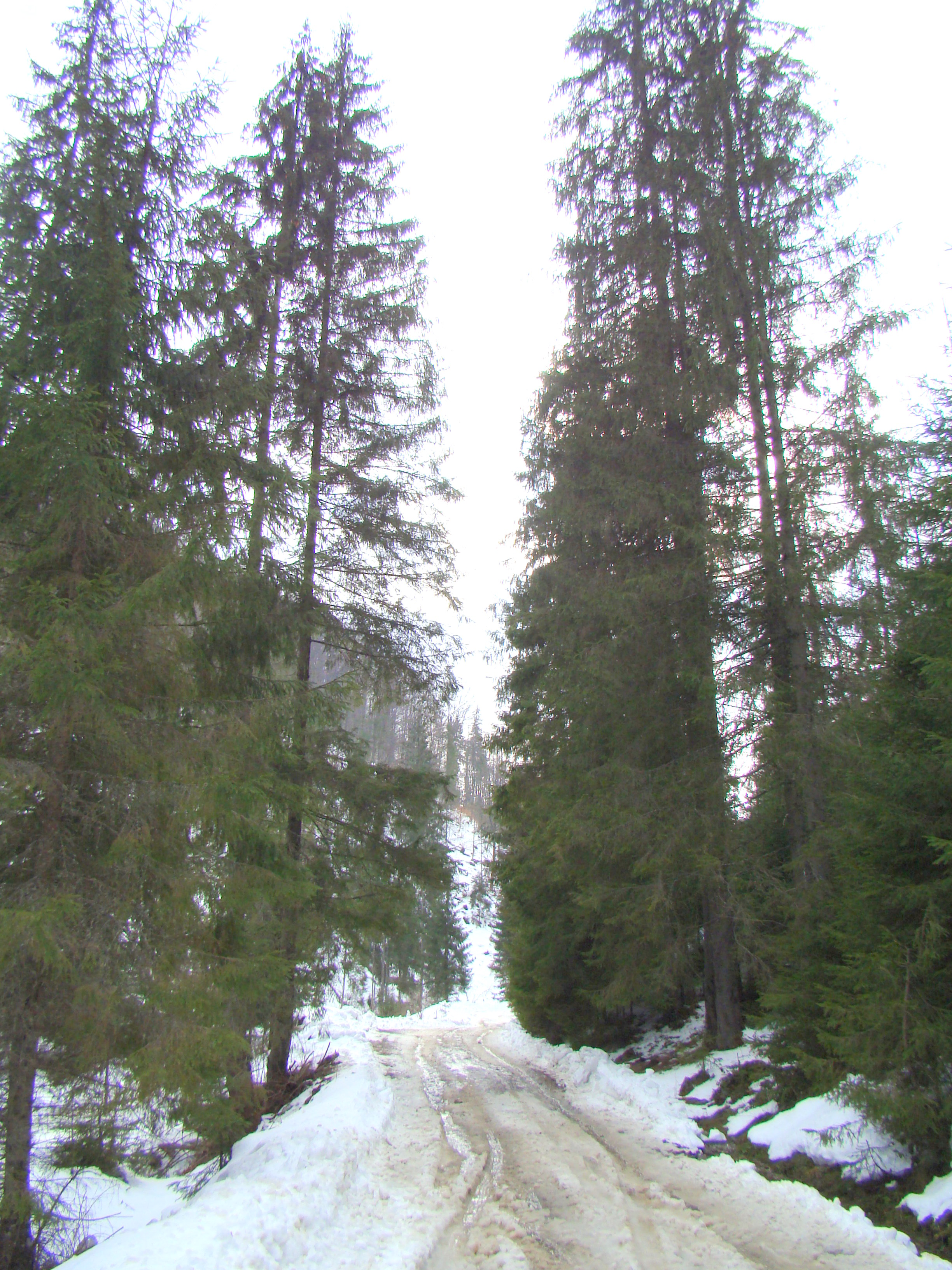
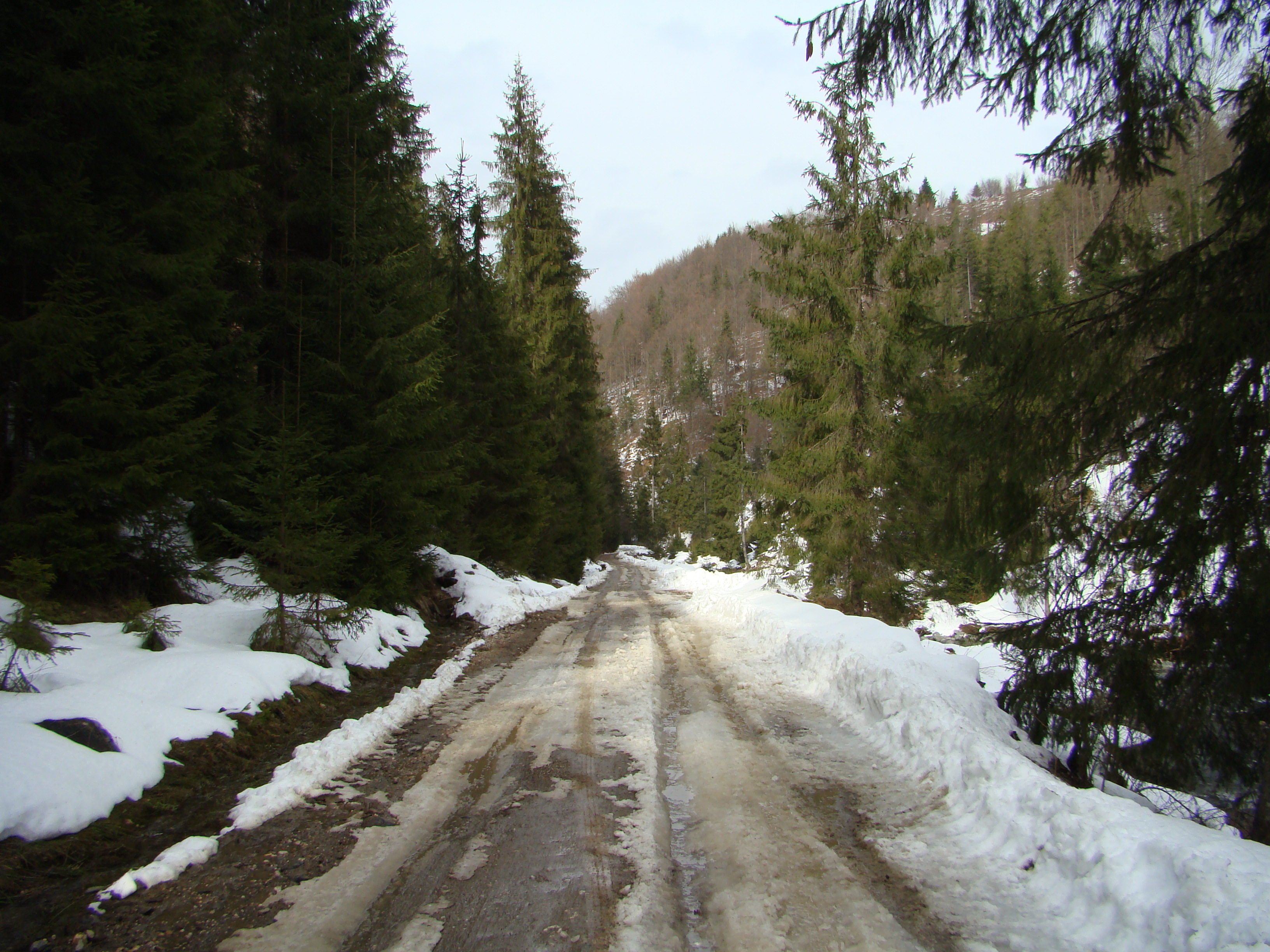

## Imagini din interior

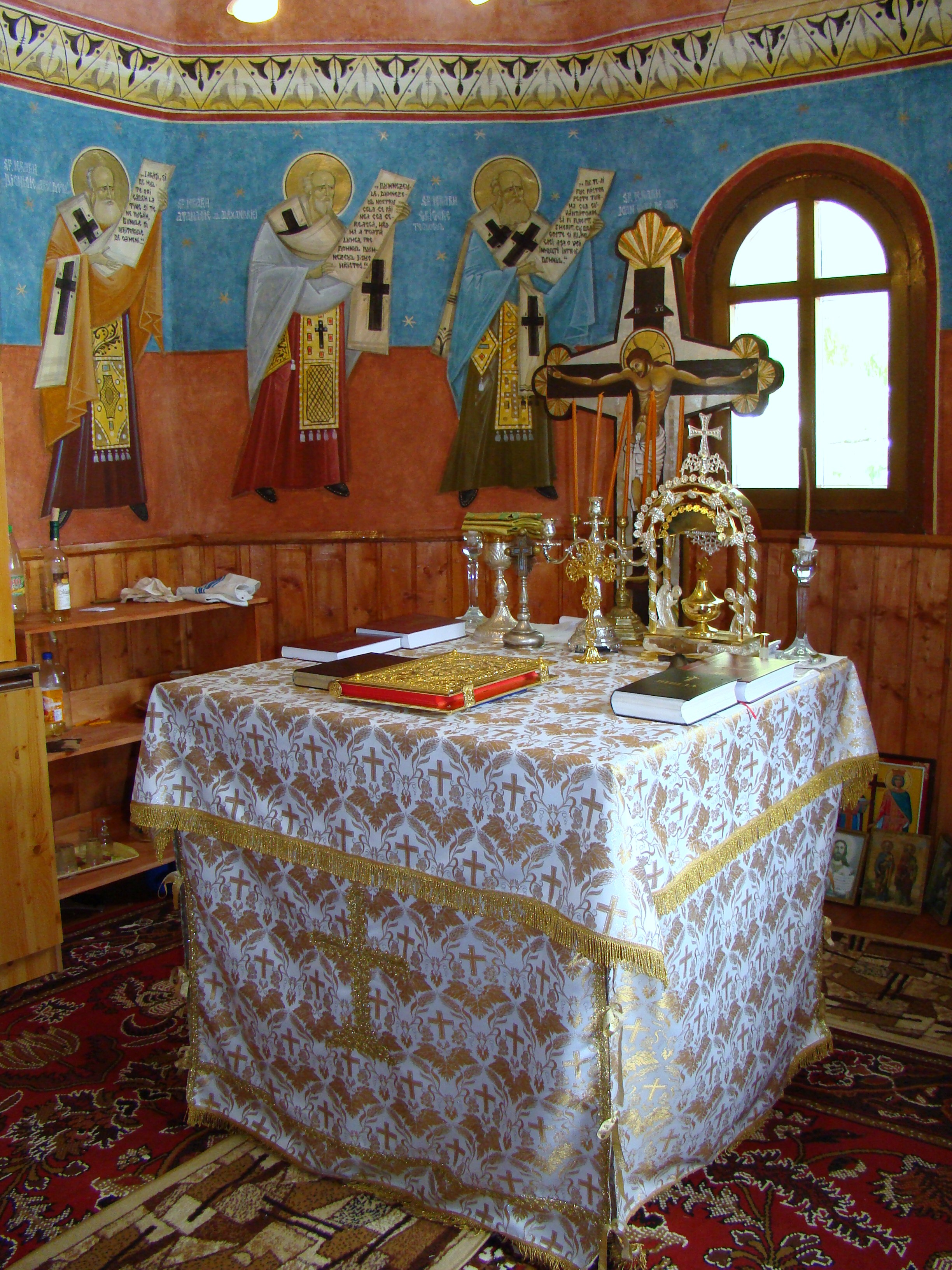
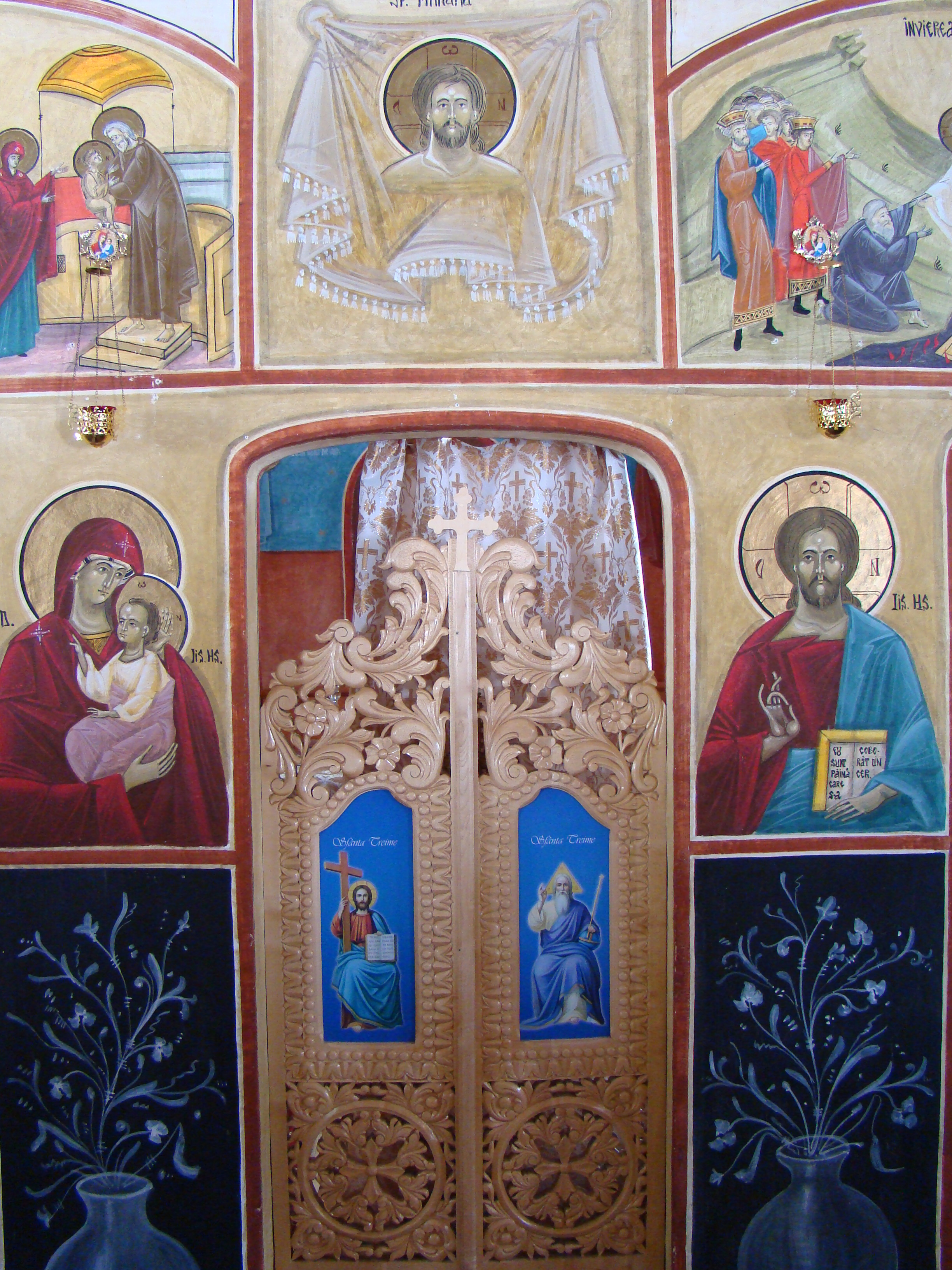
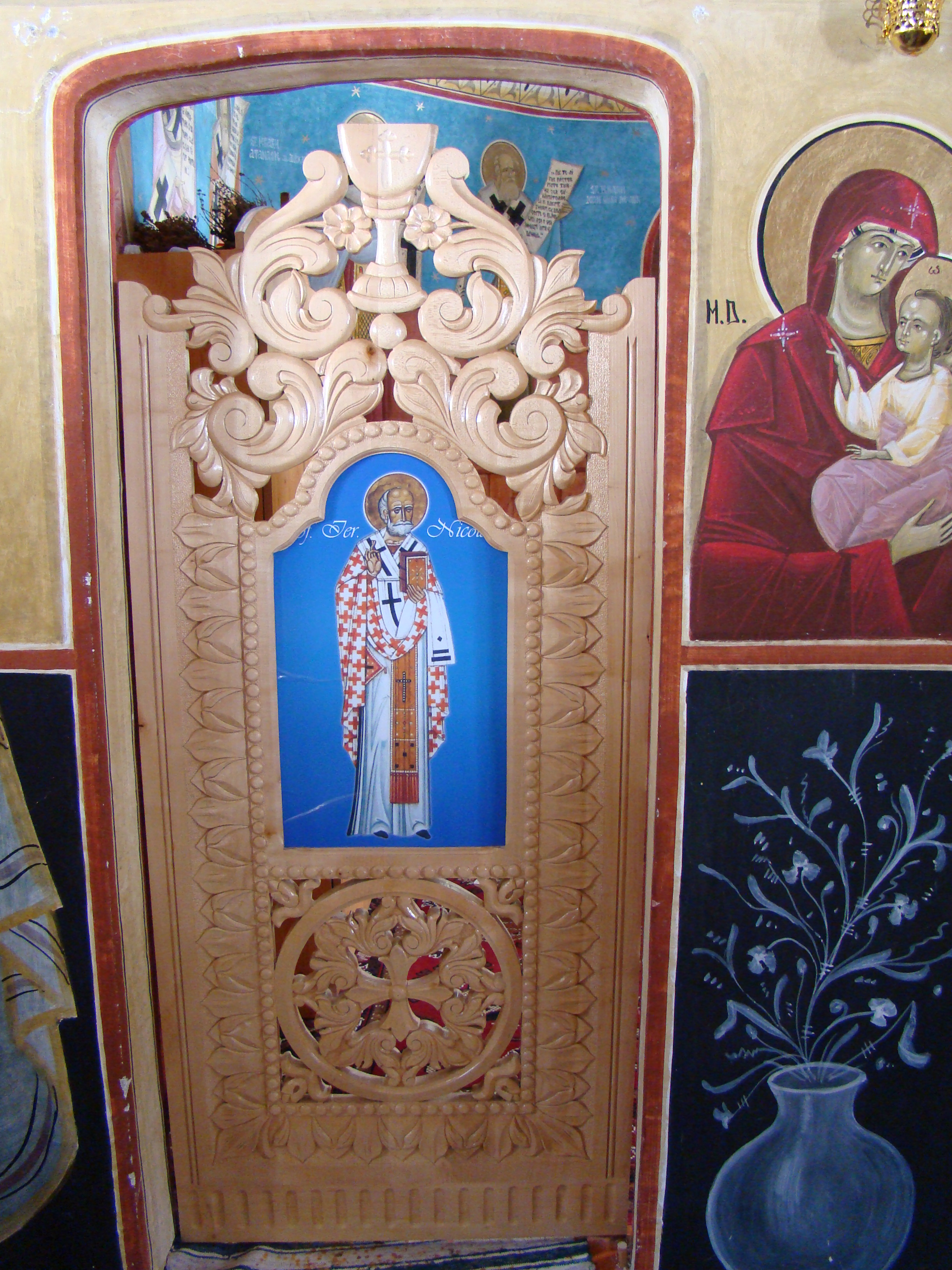
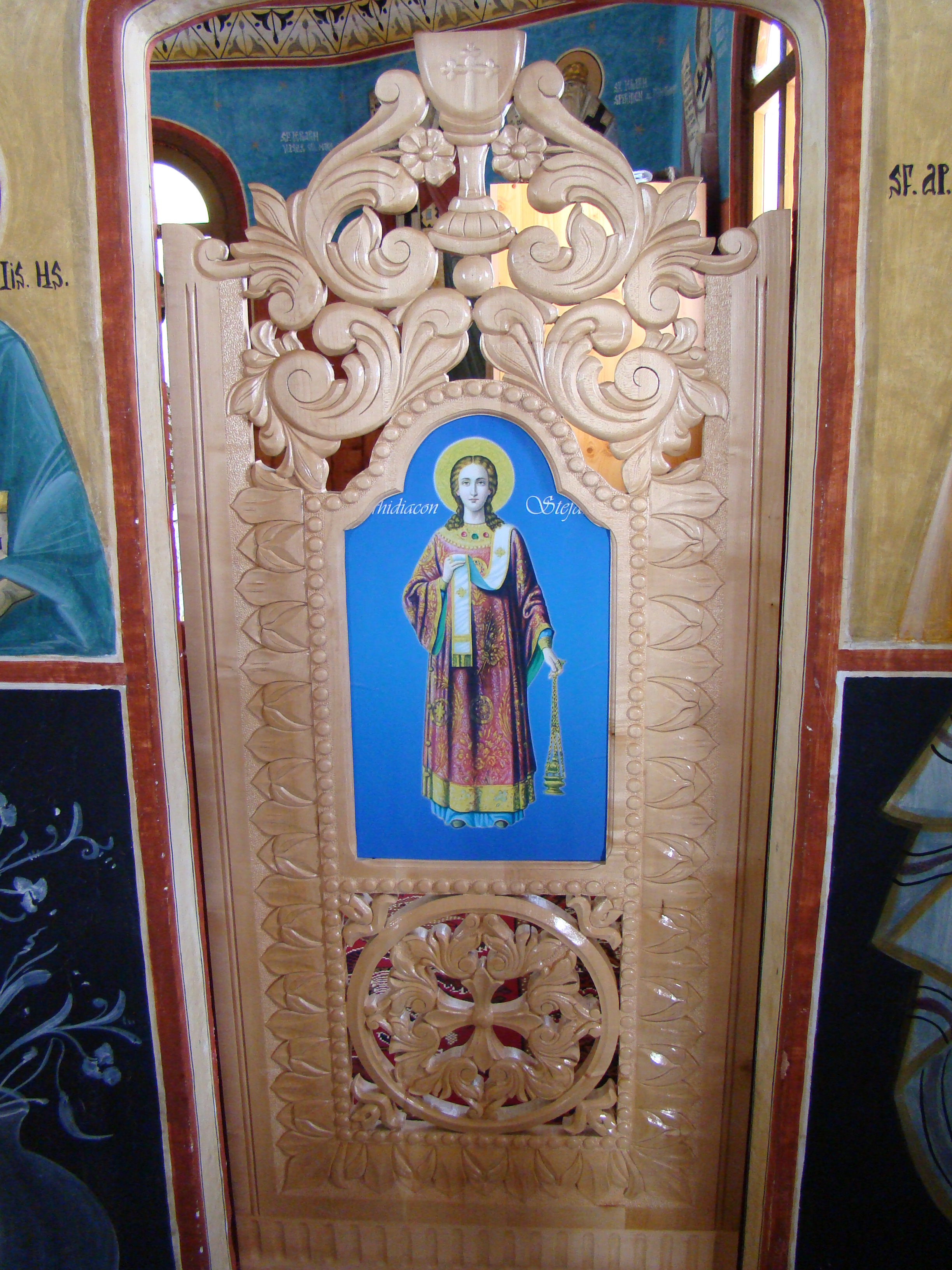
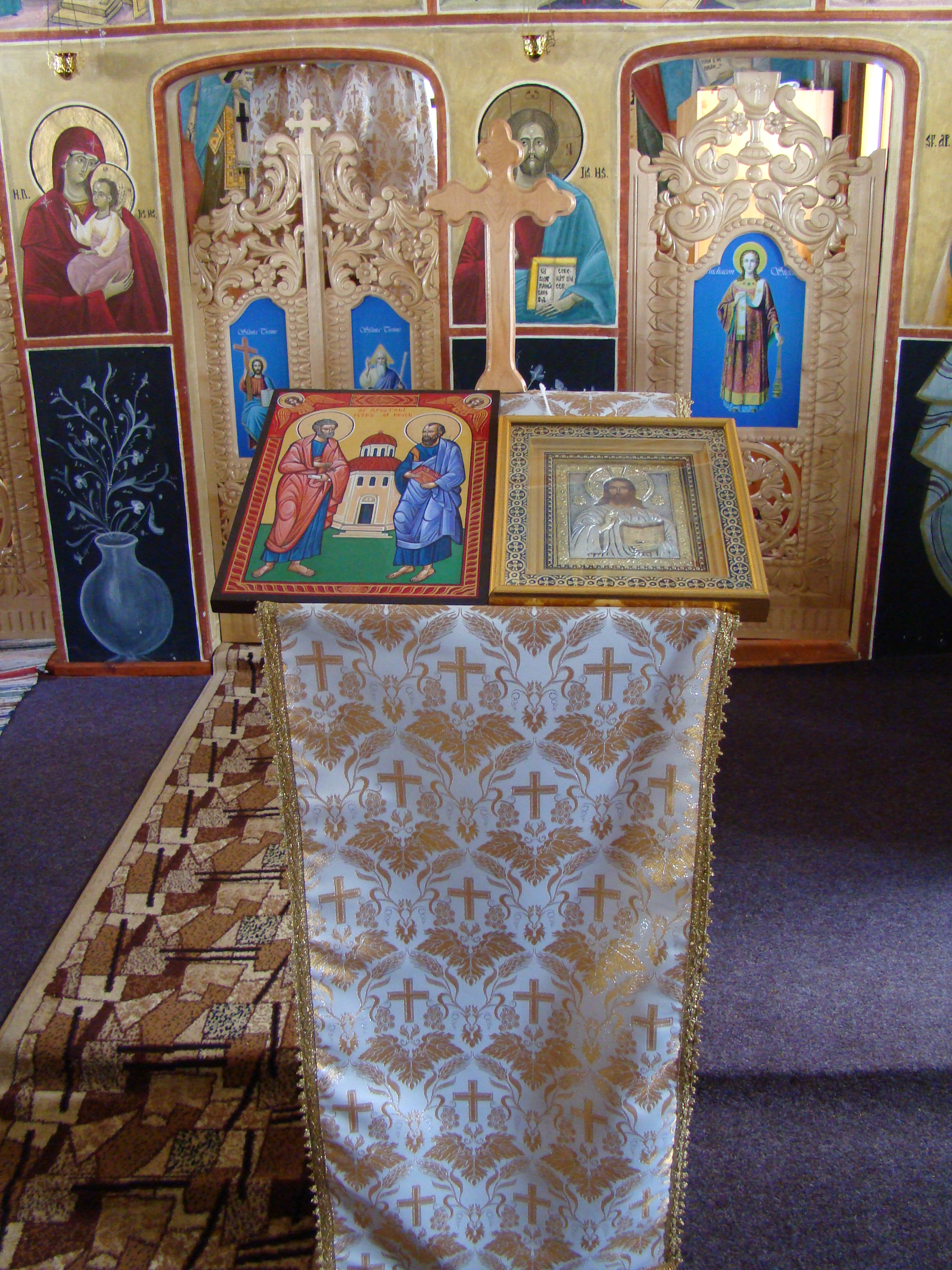
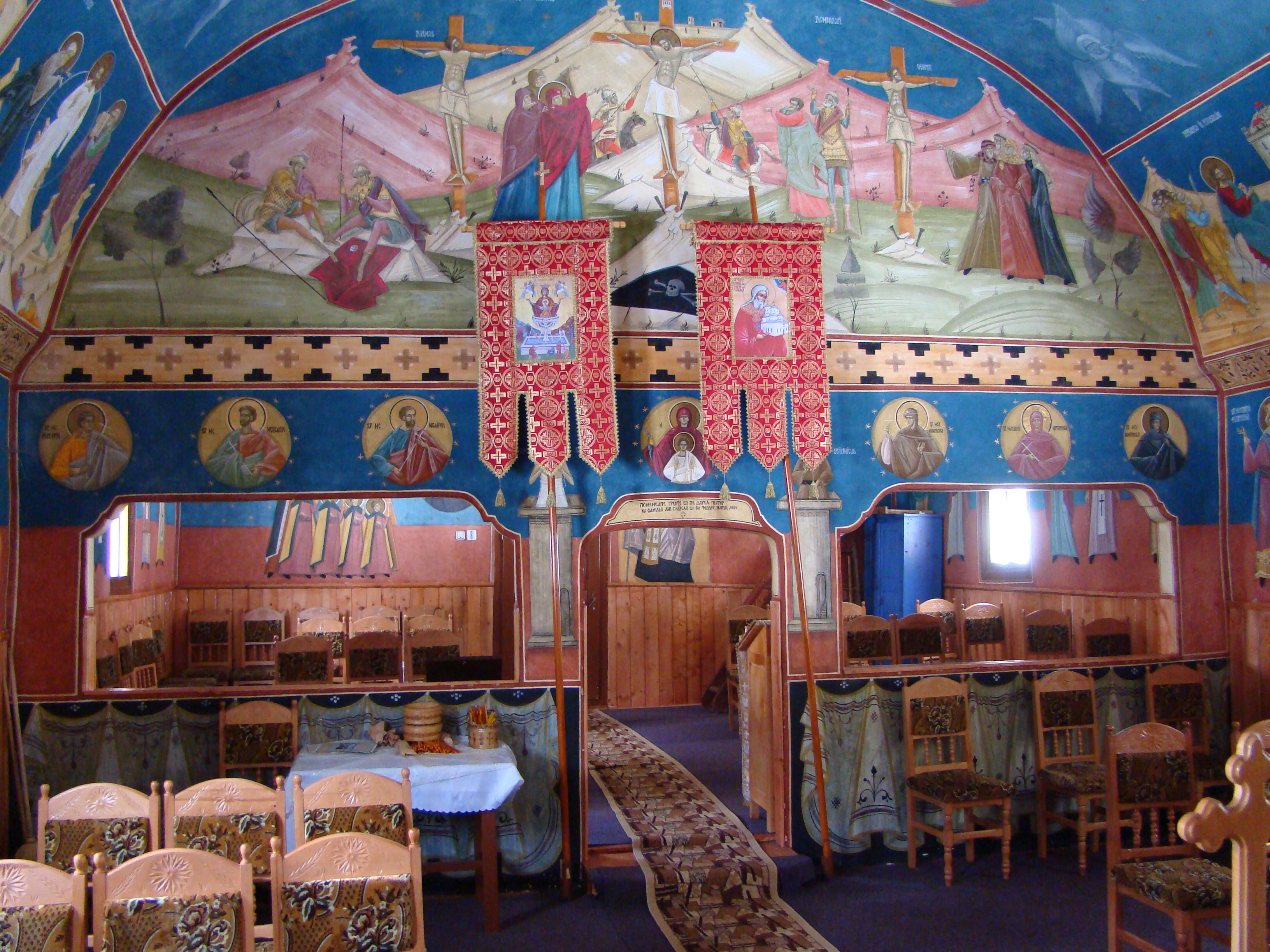
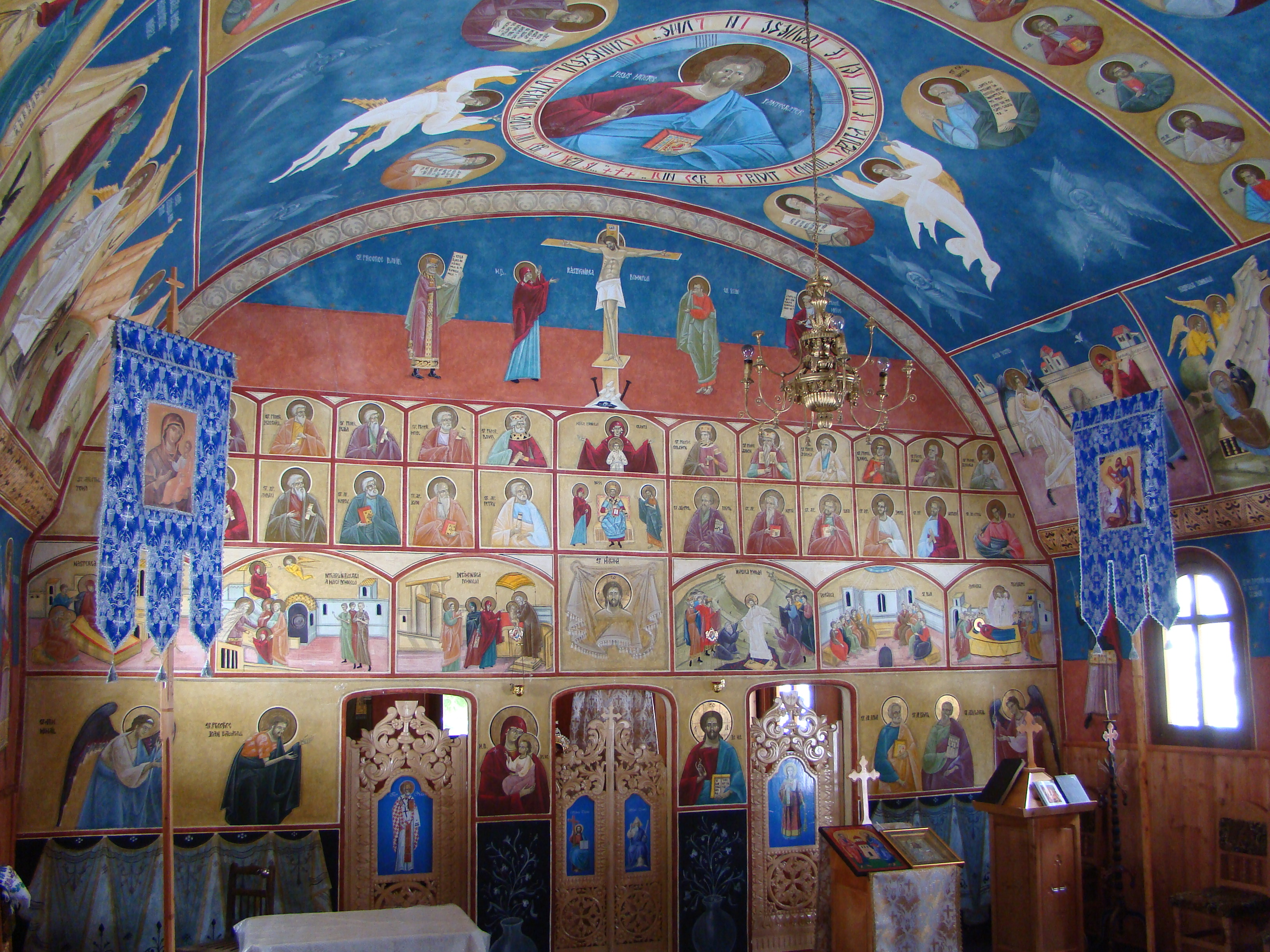
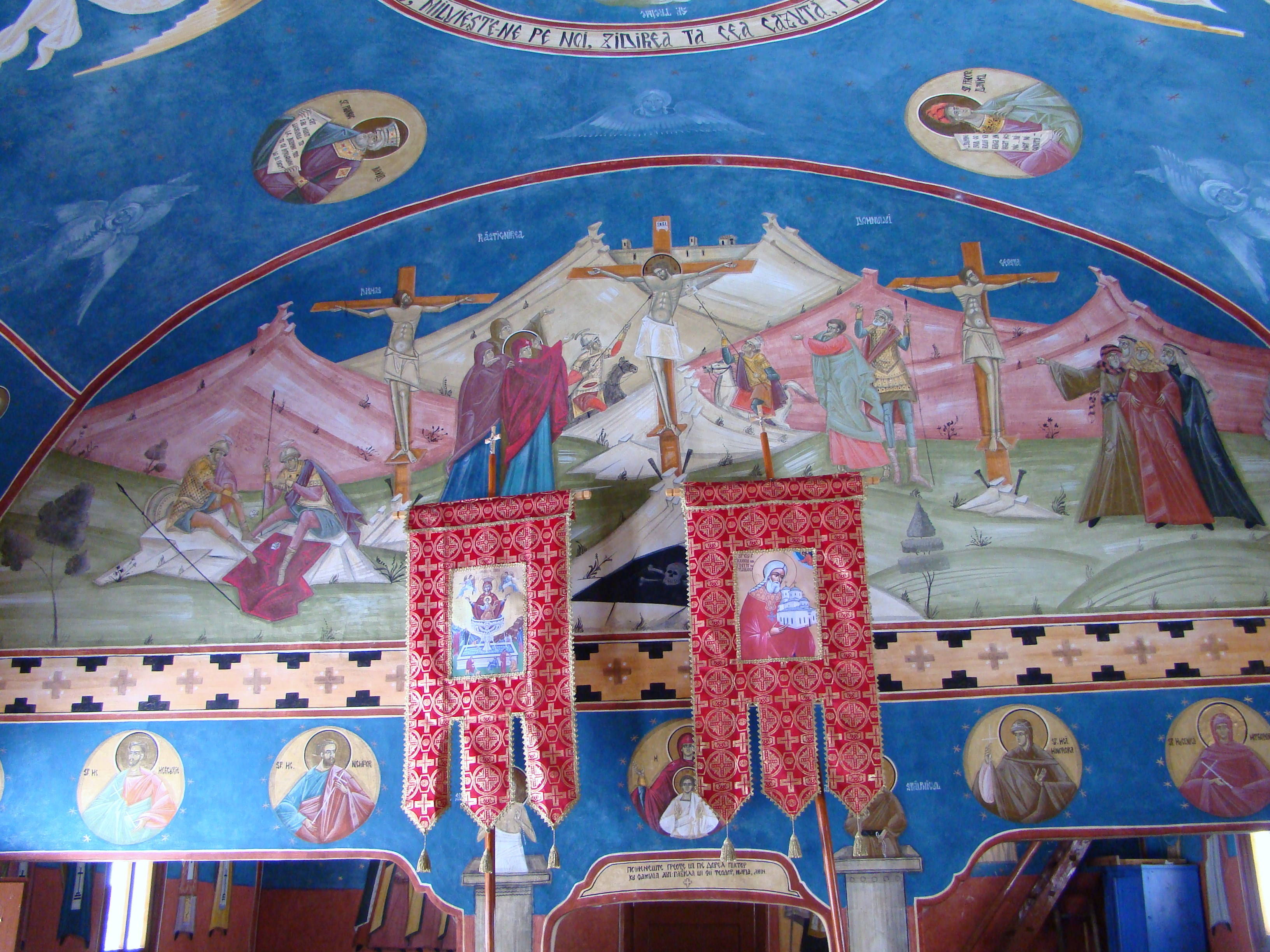
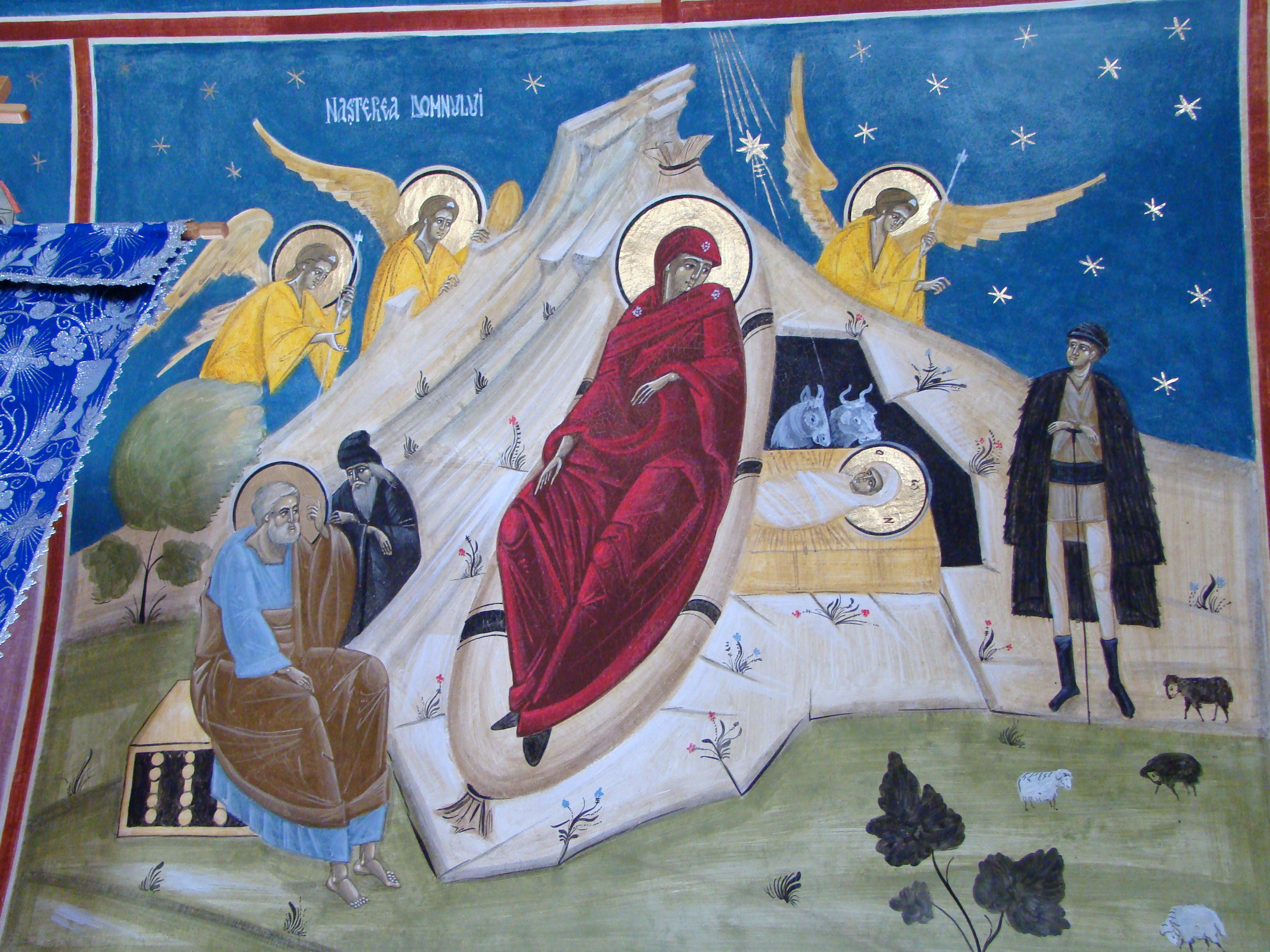
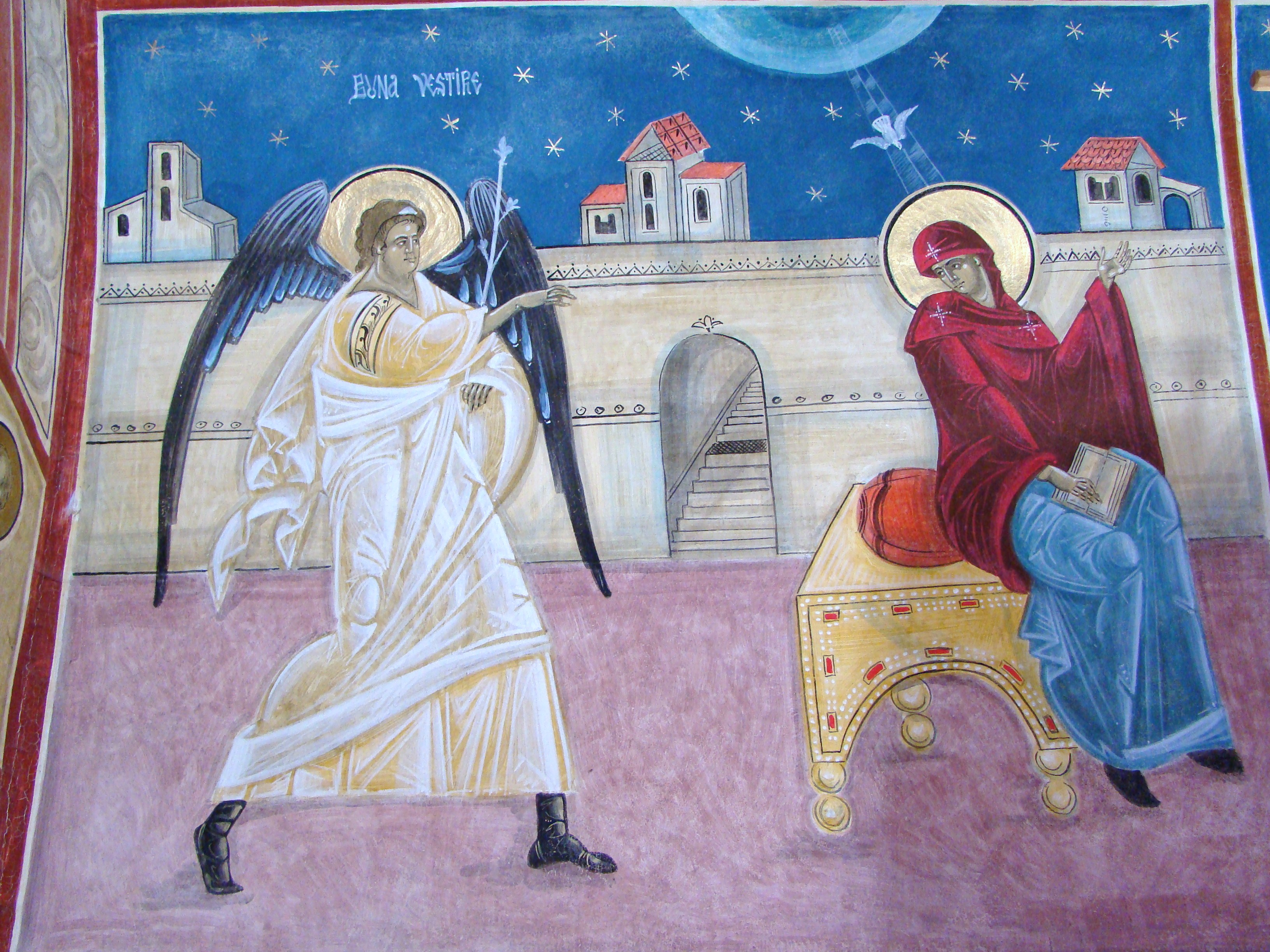
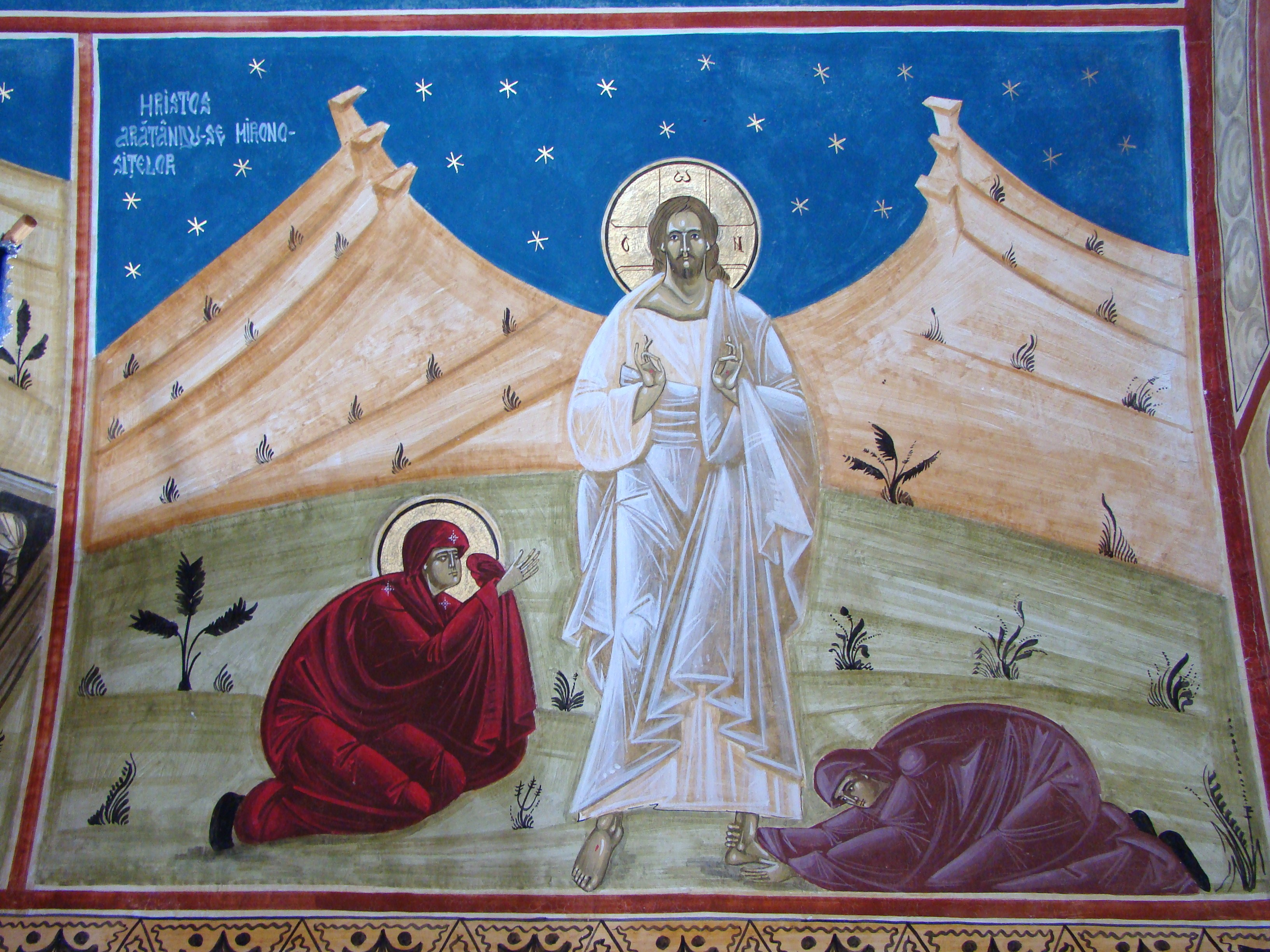
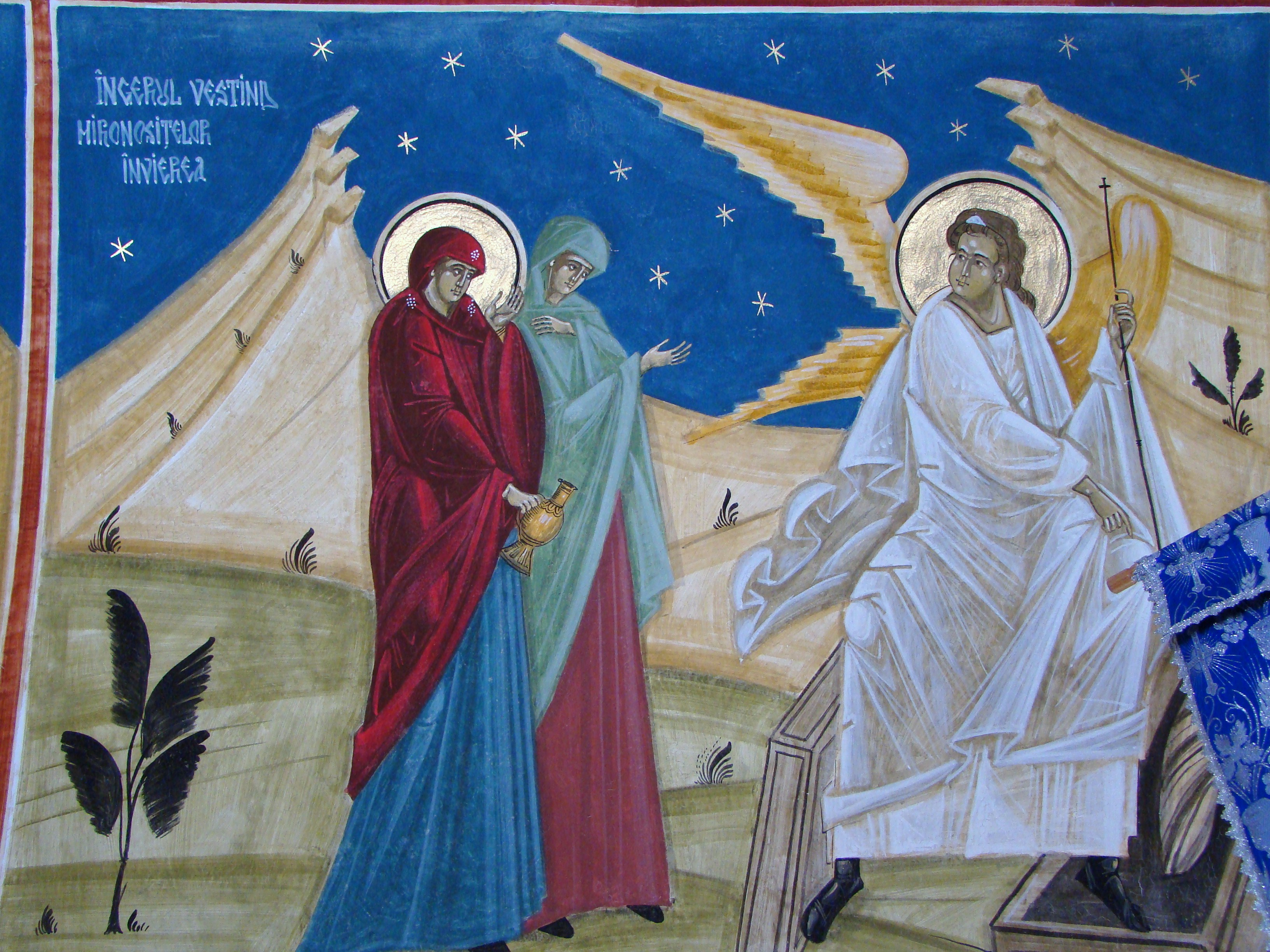
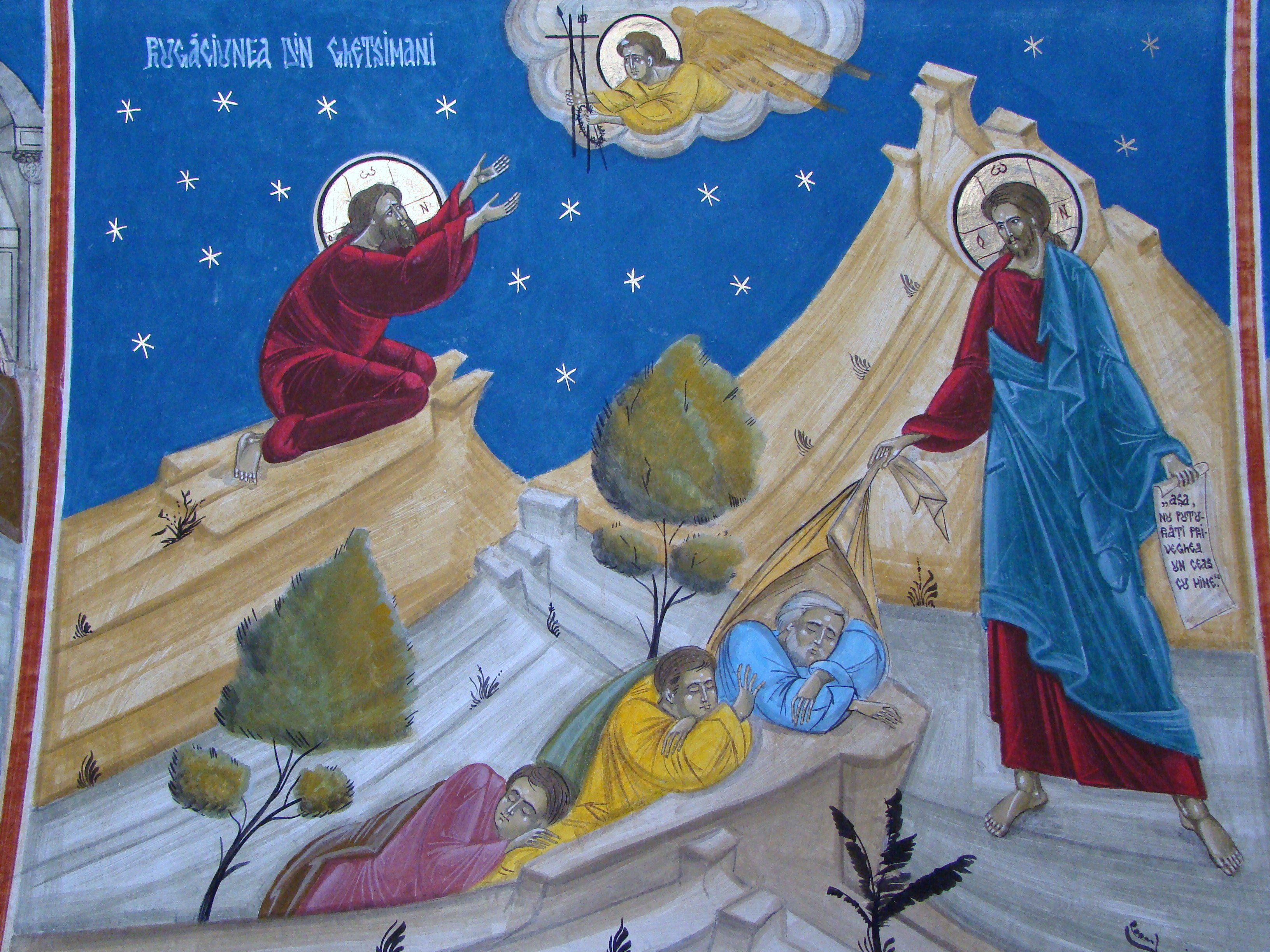
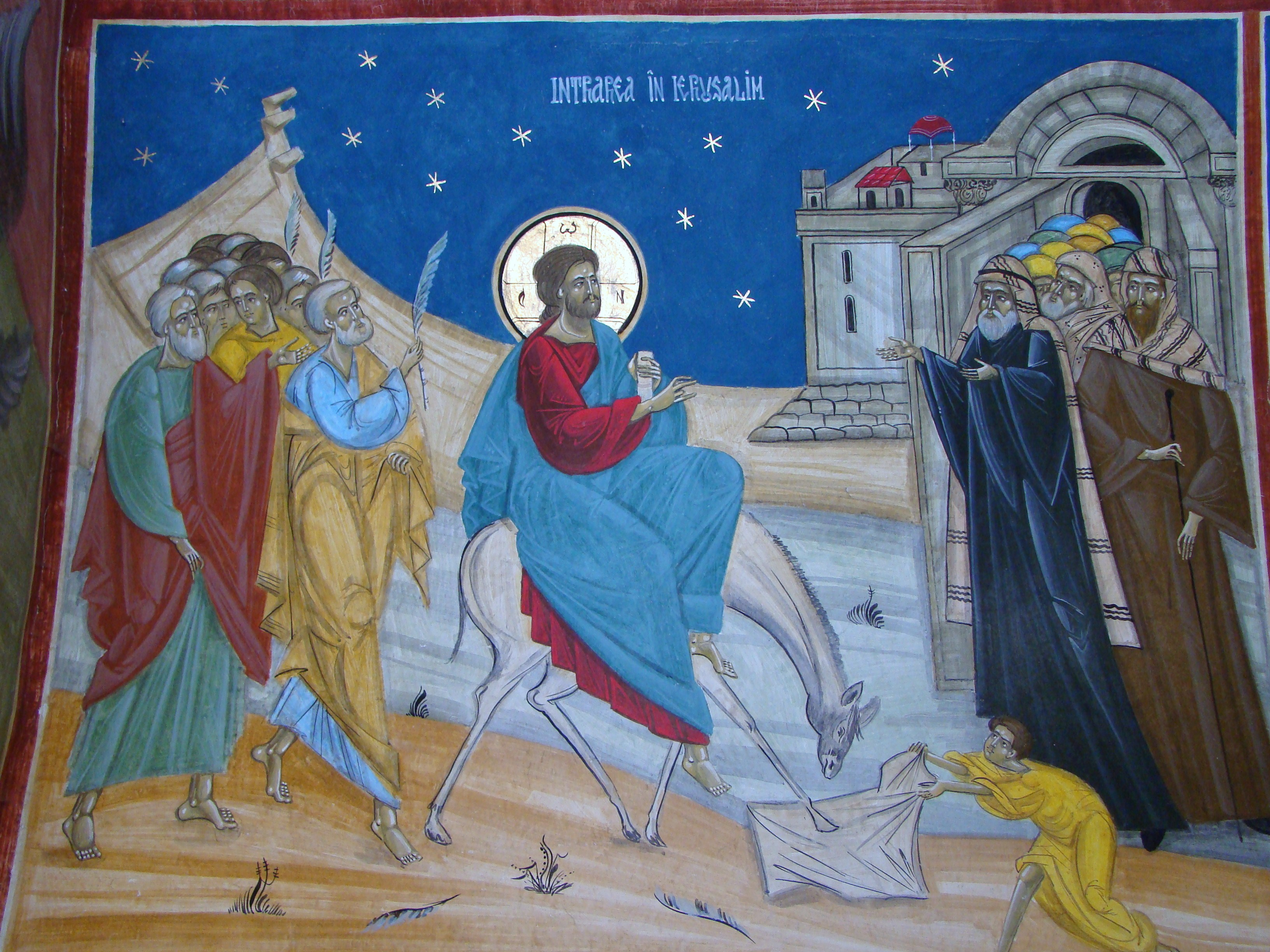
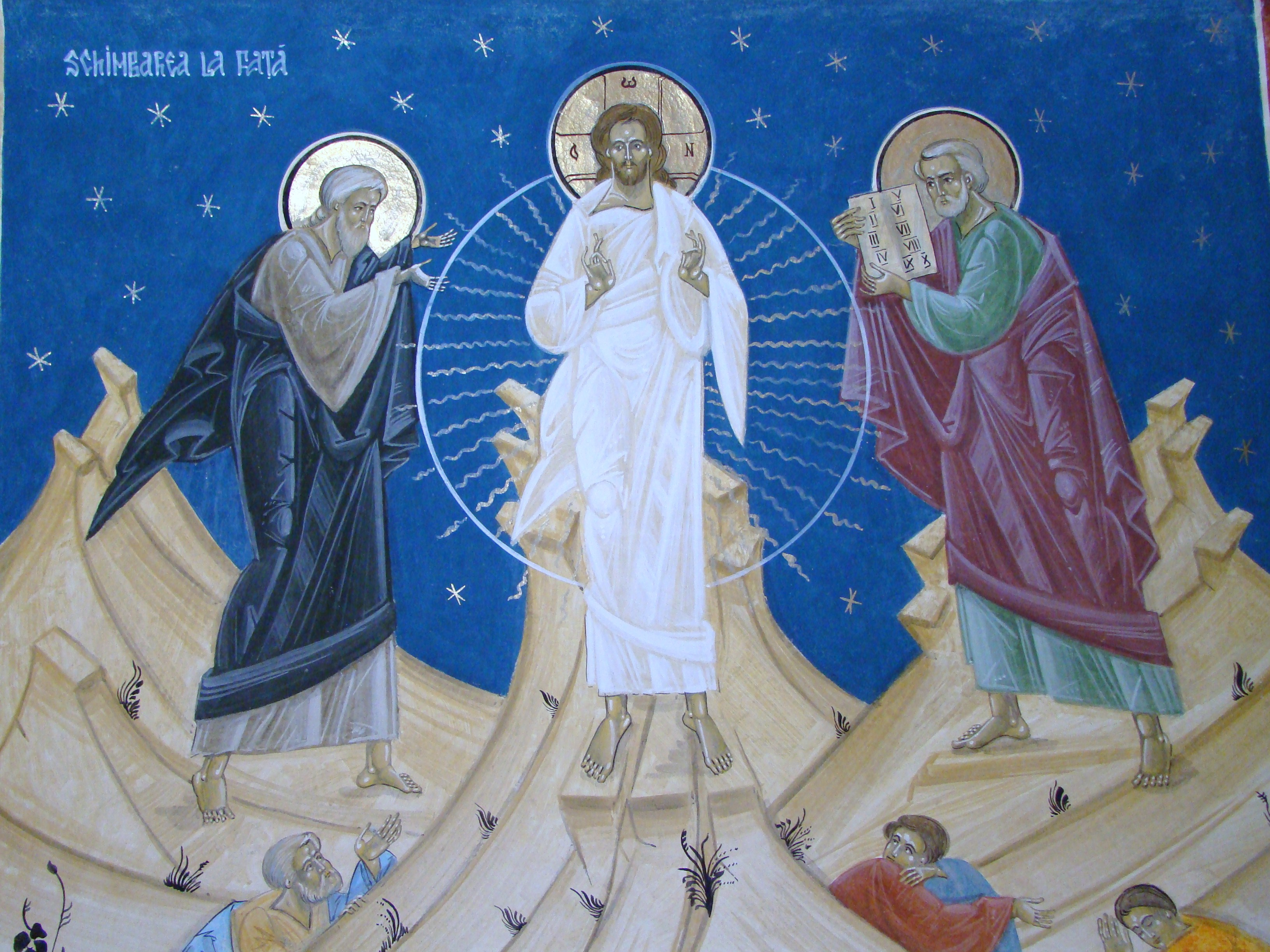
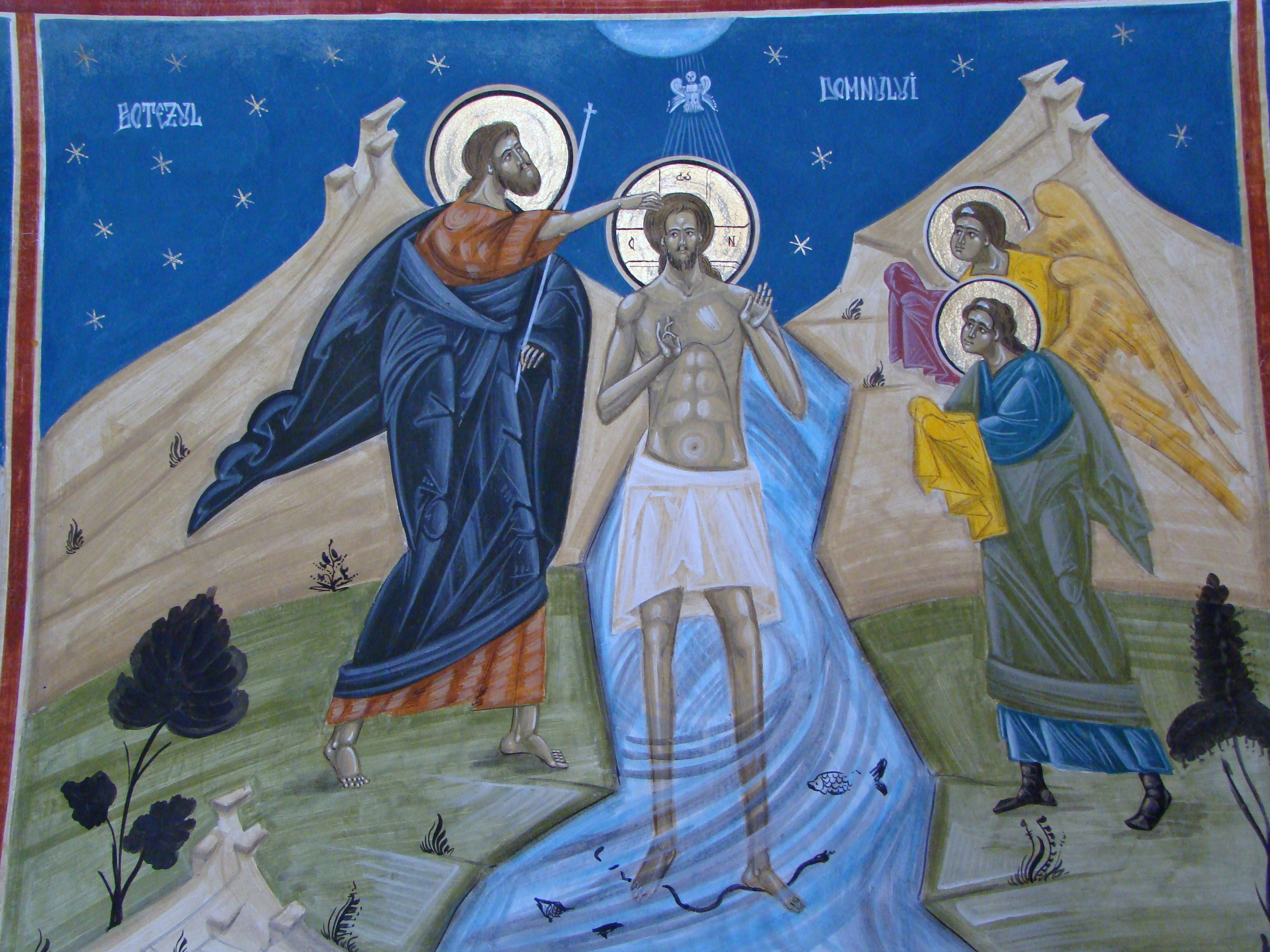
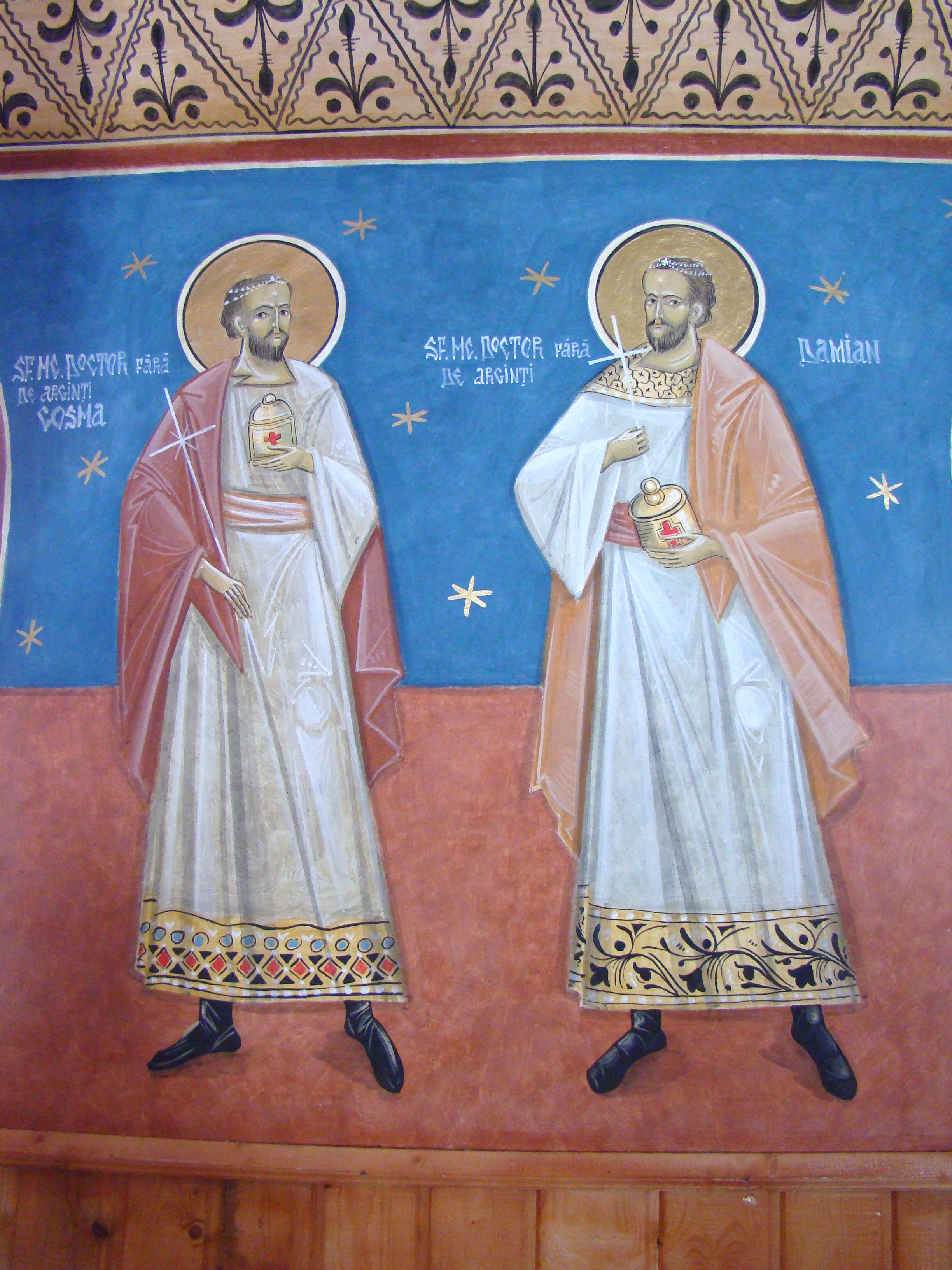
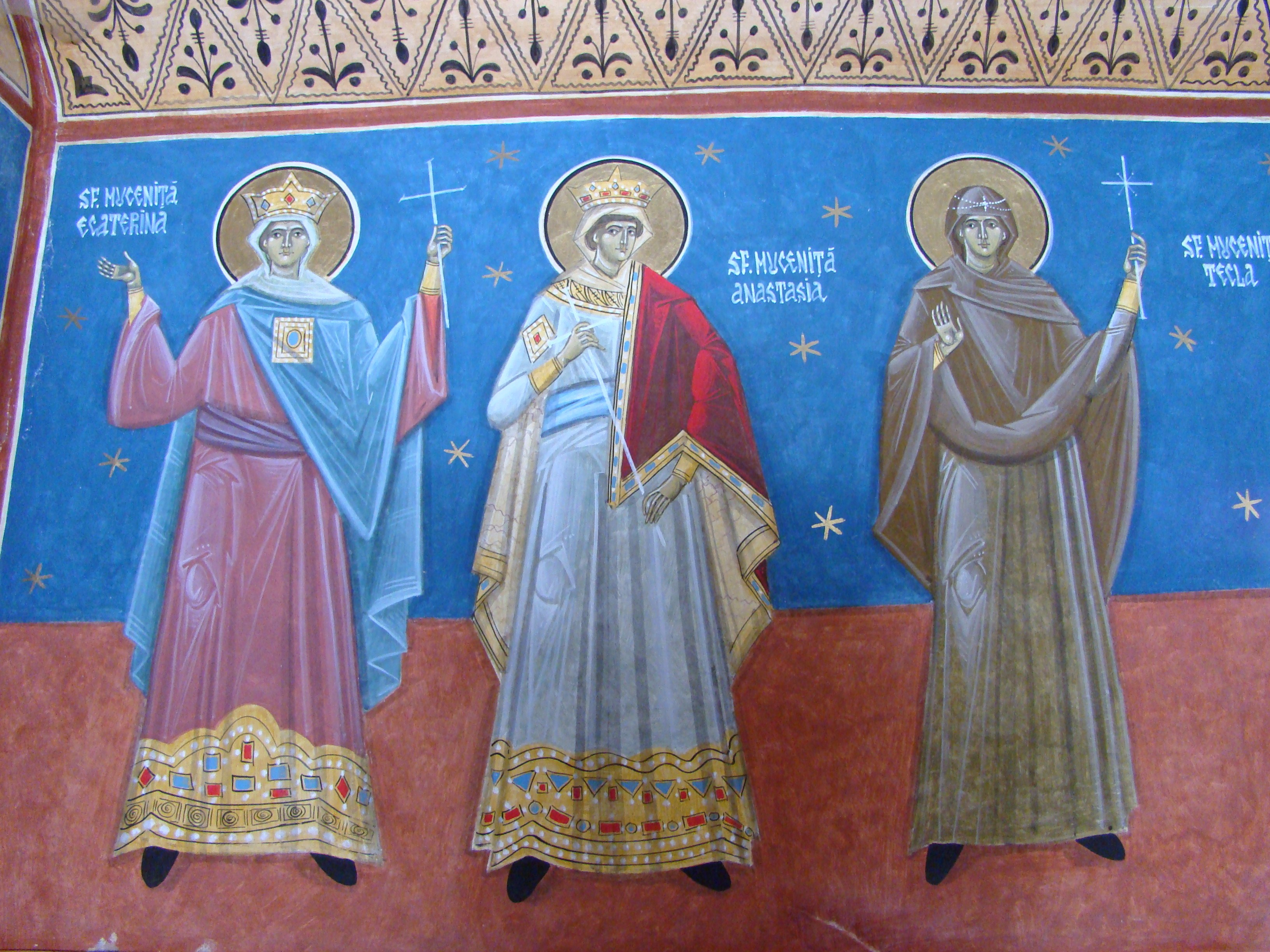
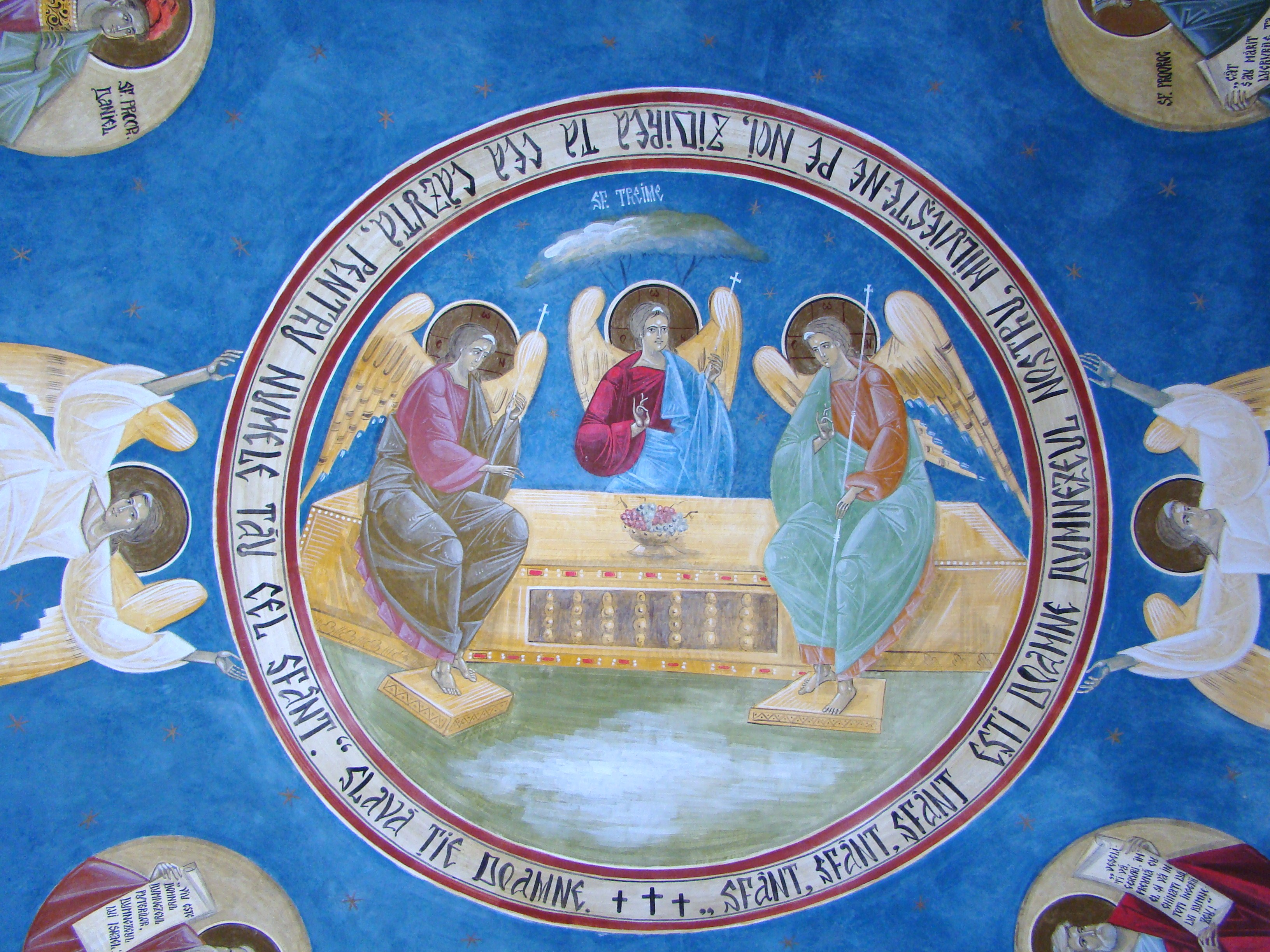
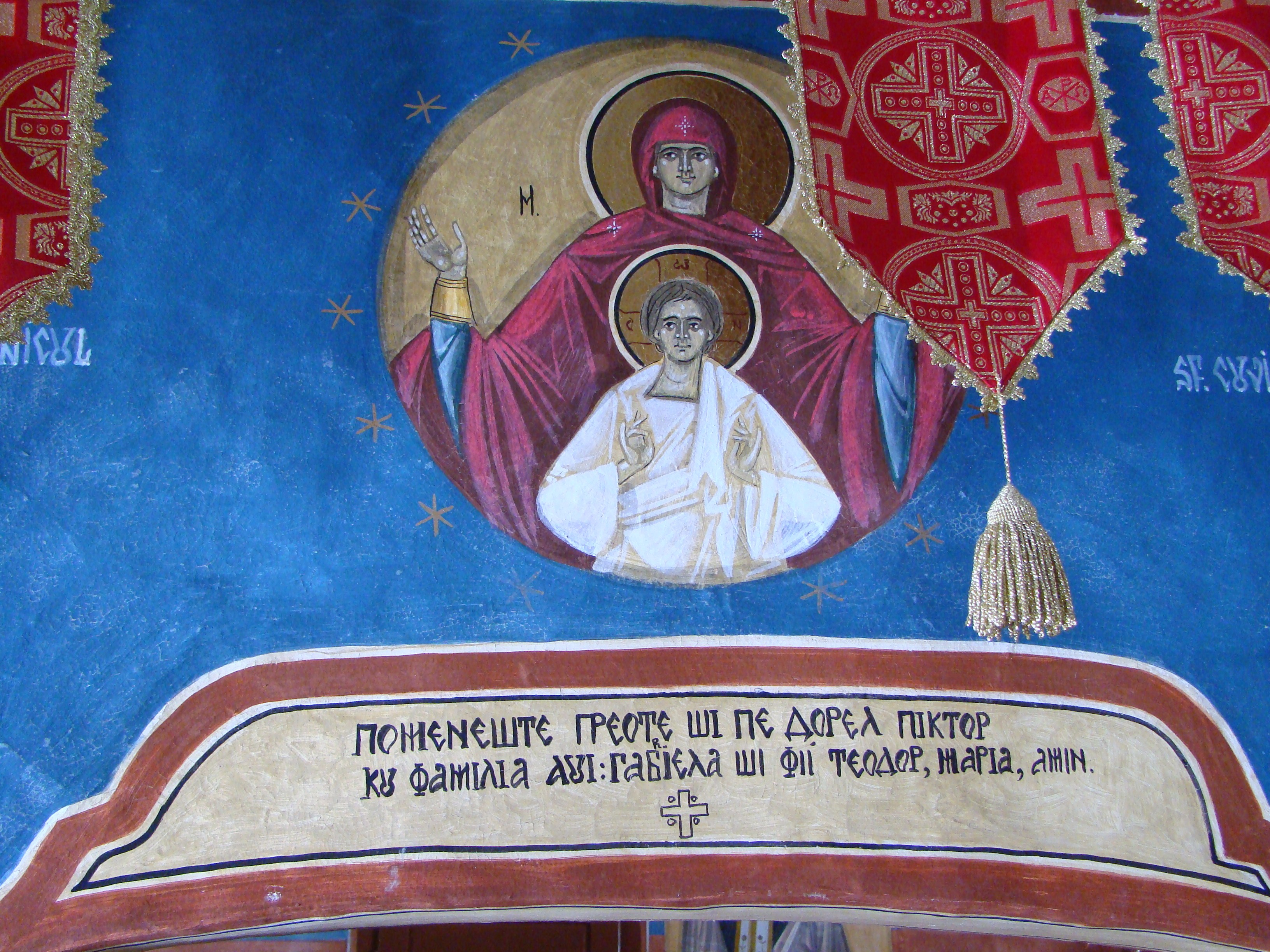
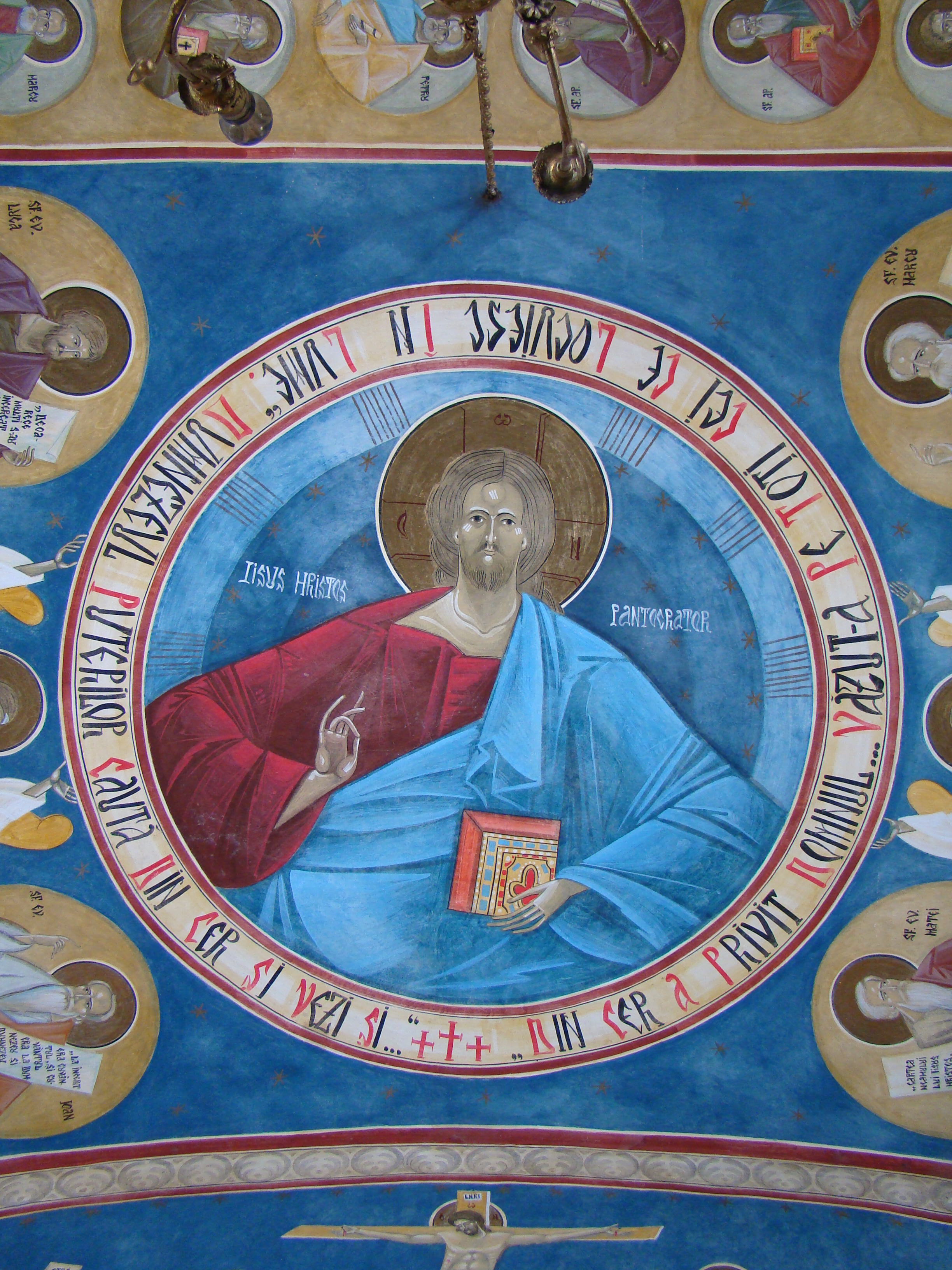
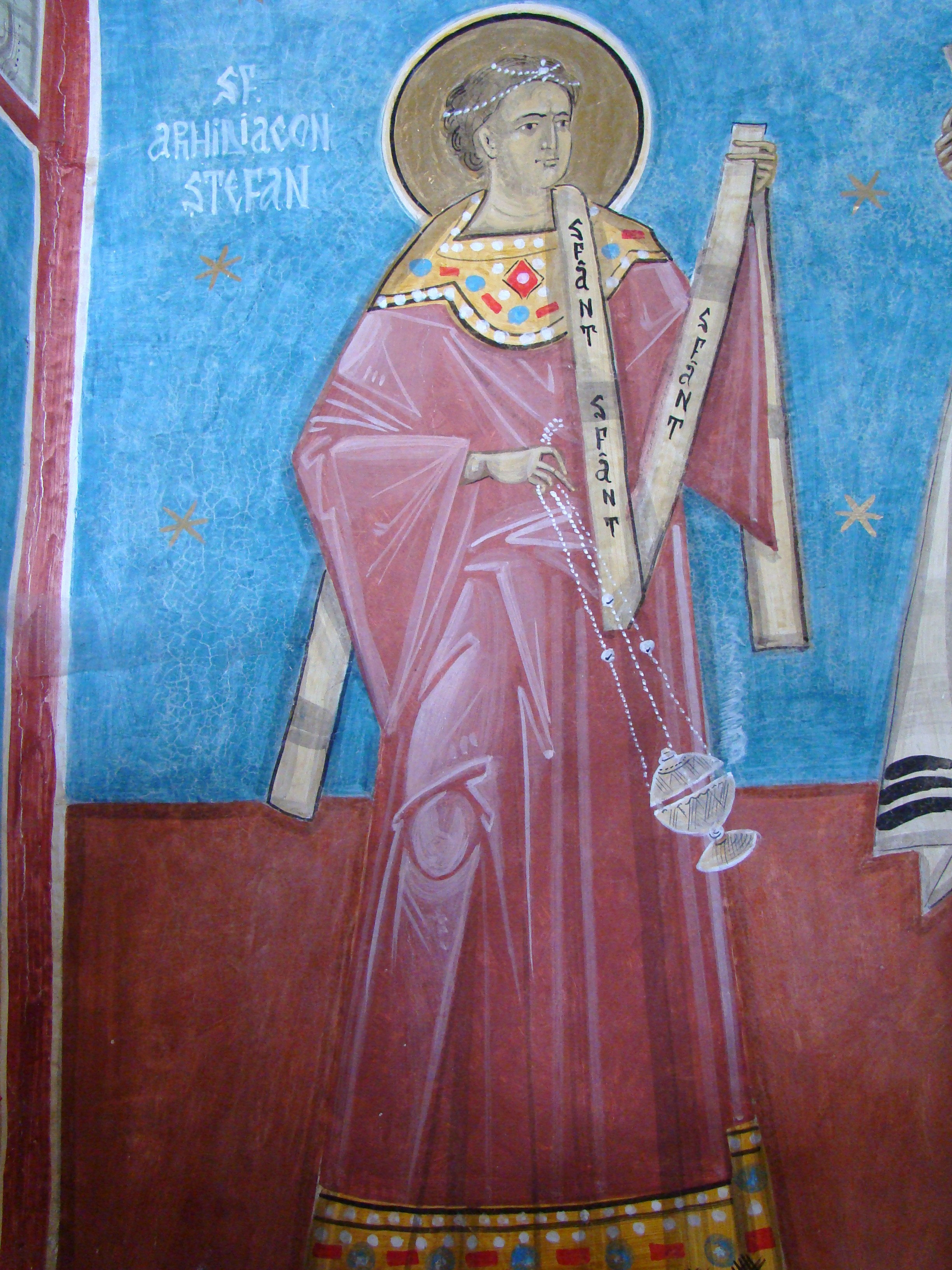
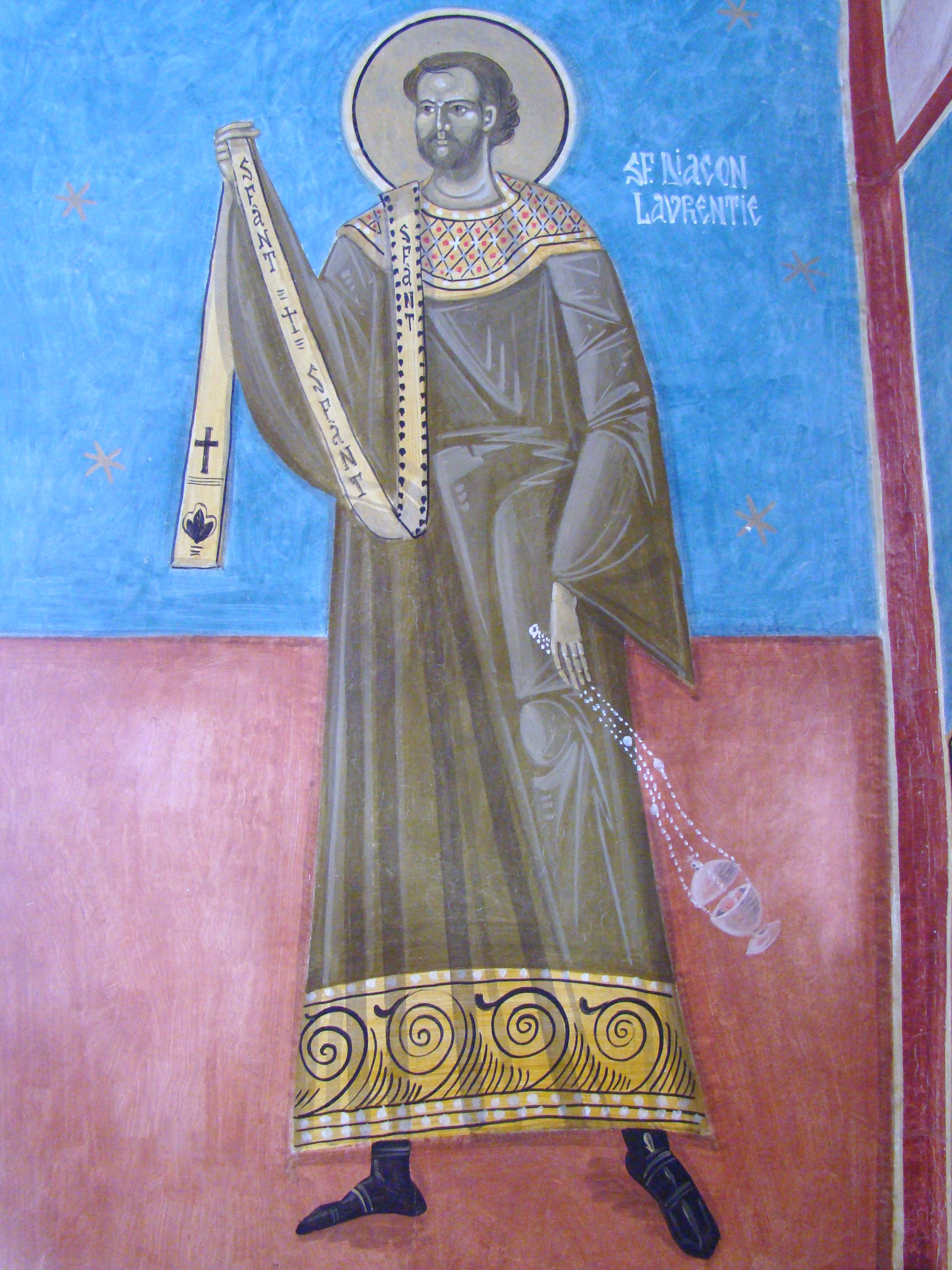
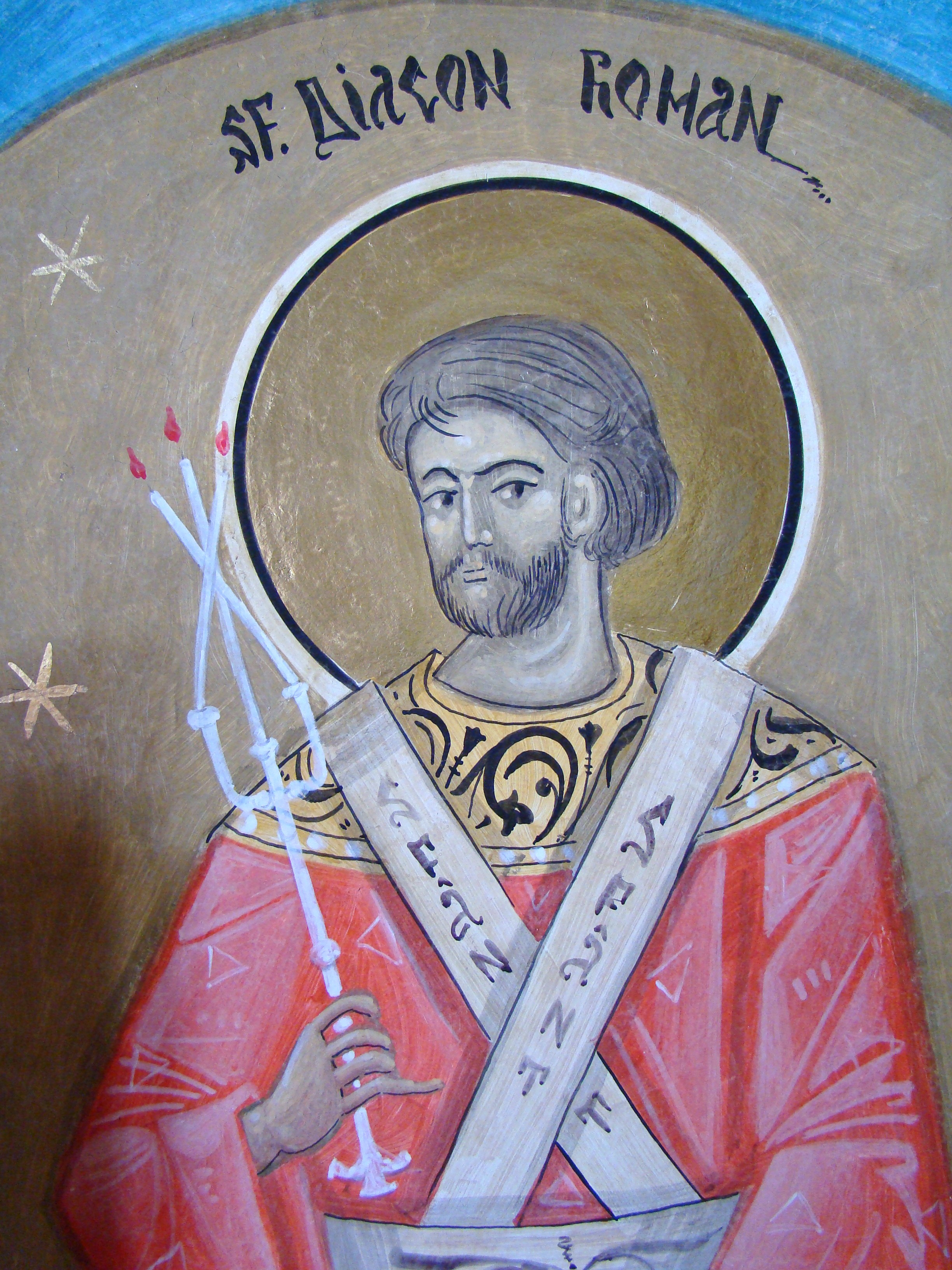
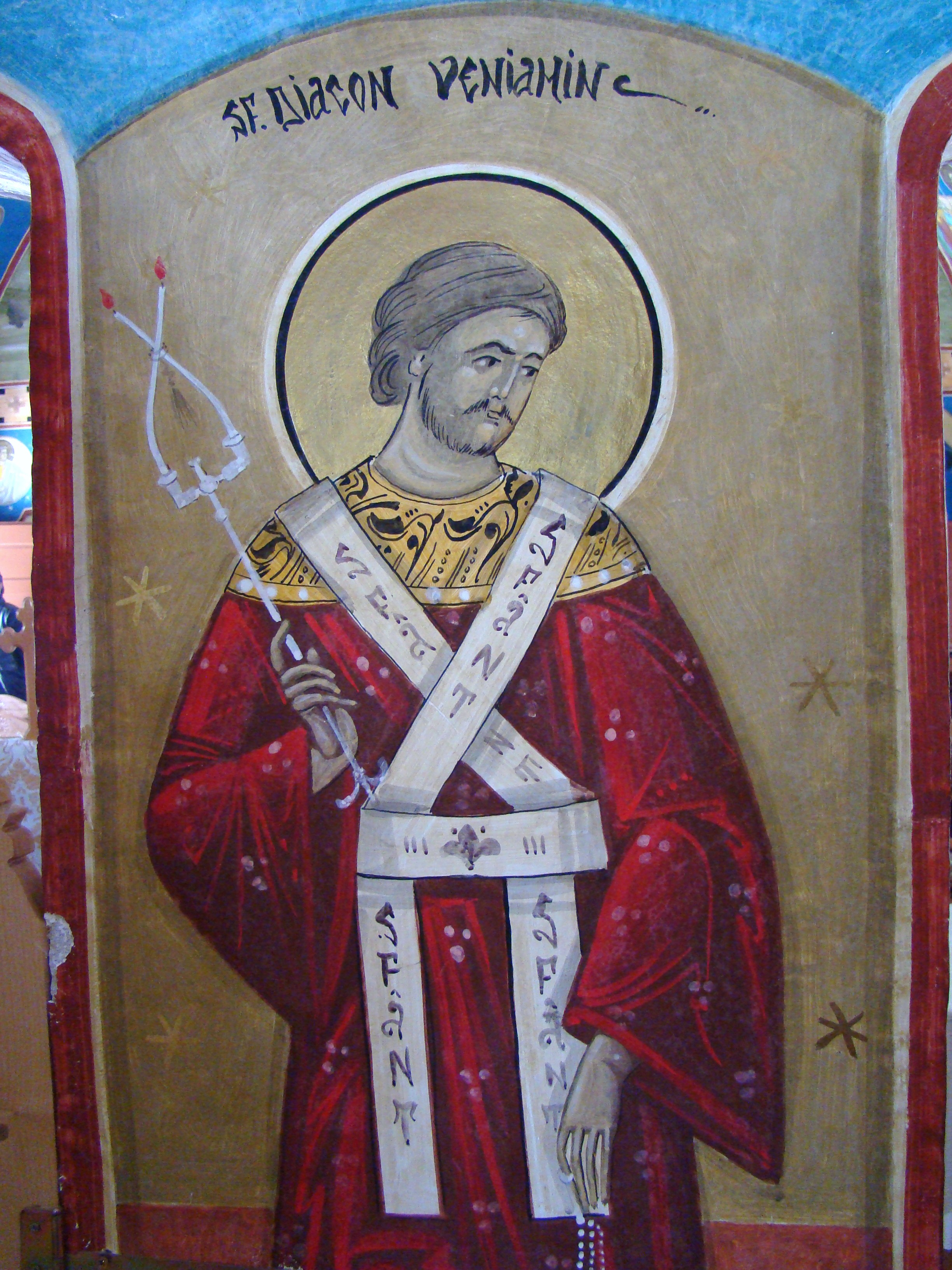
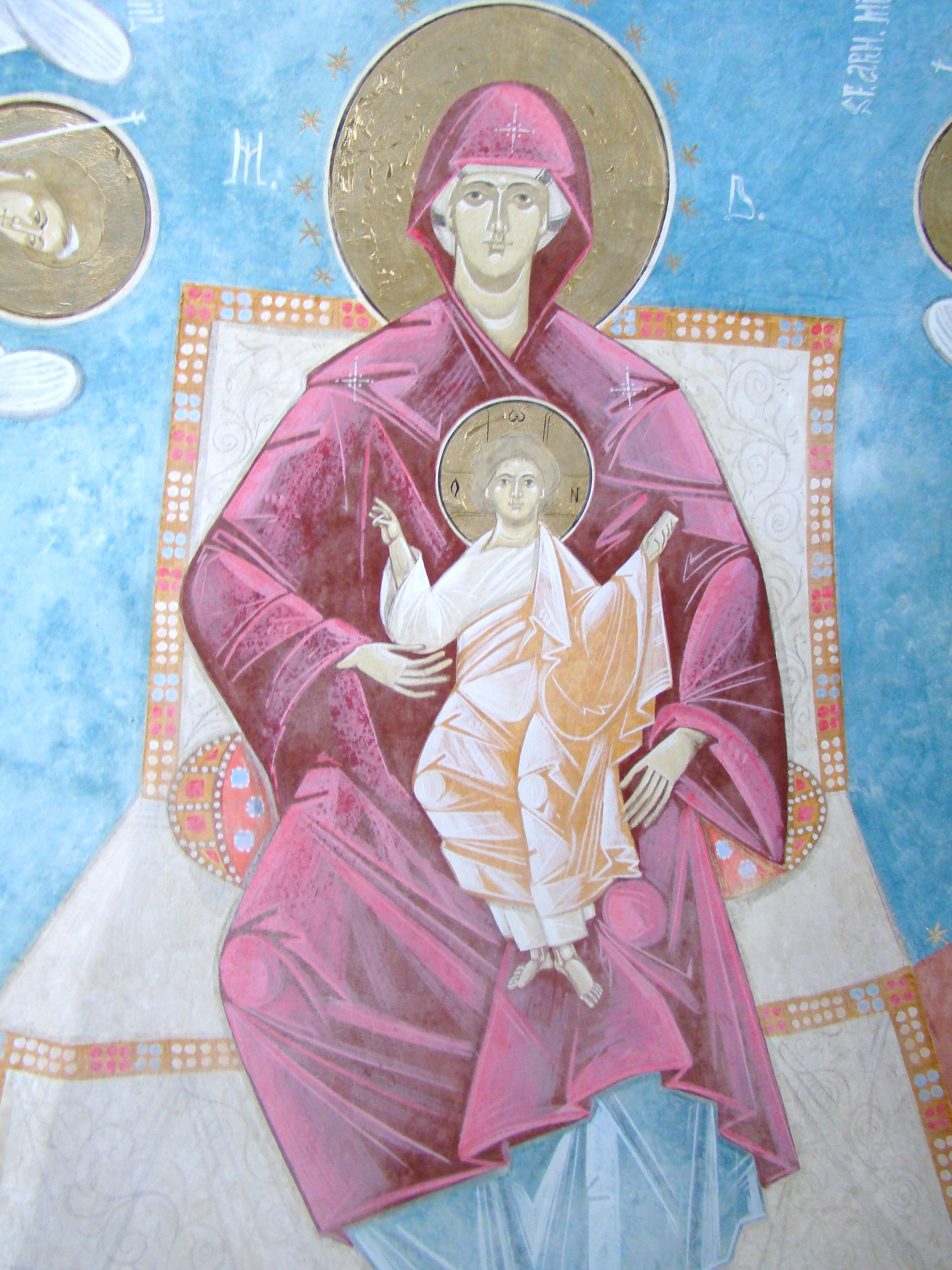
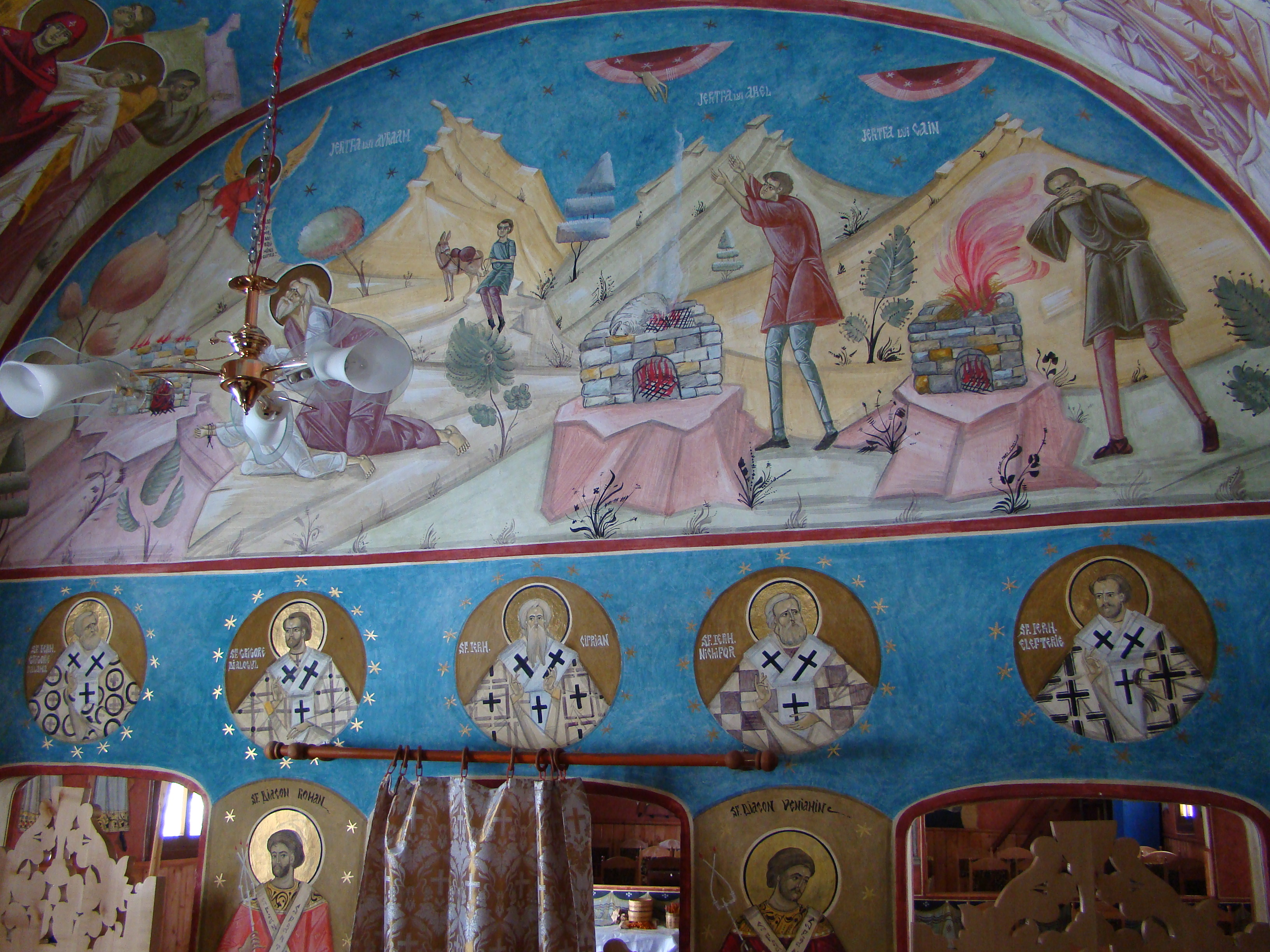
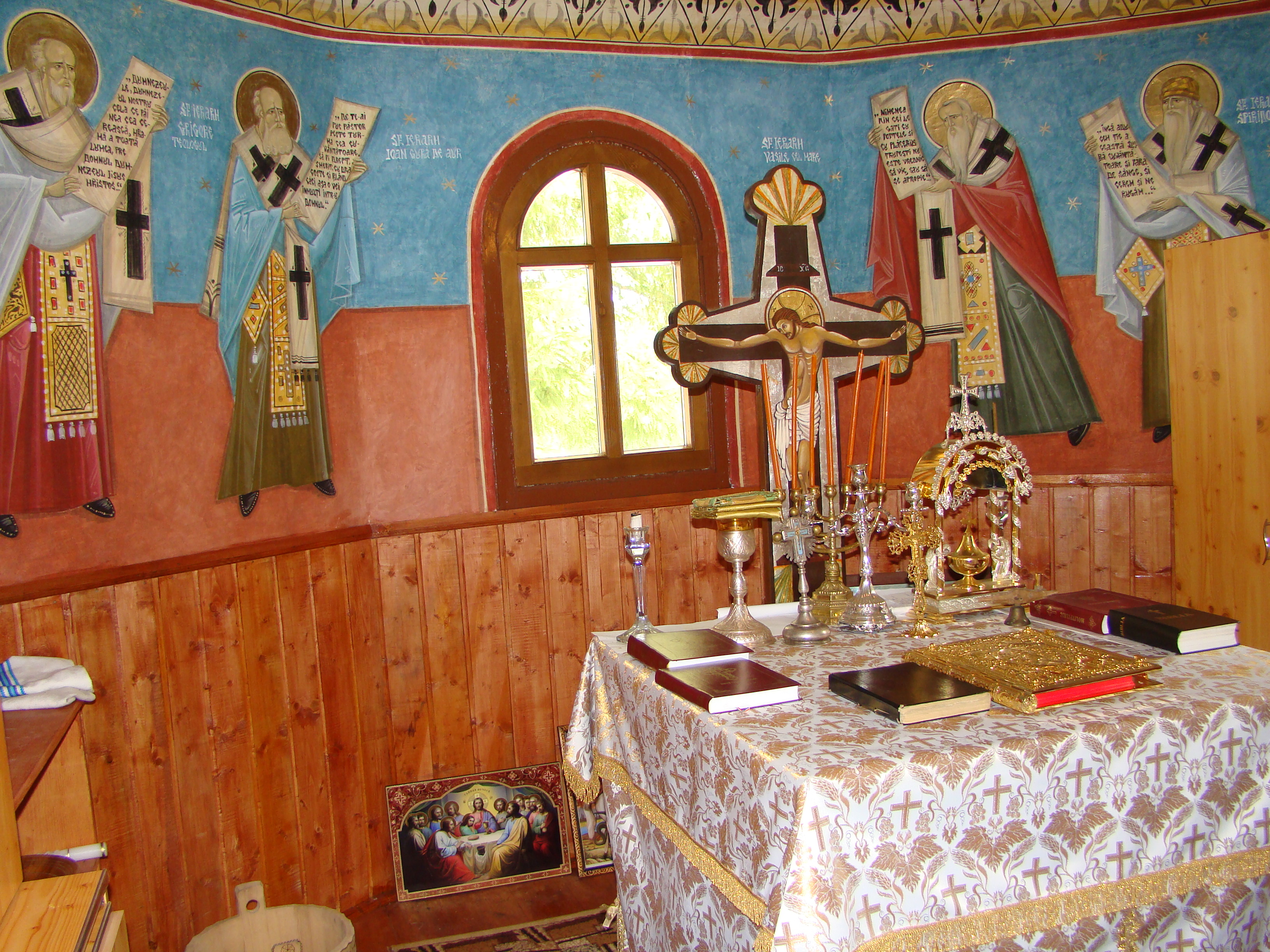